# Danh sách di sản thế giới theo năm công nhận
Dưới đây là danh sách Di sản thế giới của UNESCO trên toàn thế giới theo năm công nhận. Ký hiệu (F) biểu thị cho di sản đầu tiên của một quốc gia.

## 2024 (kỳ họp 46)
24 di sản (19 văn hóa, 4 thiên nhiên, 1 hỗn hợp)
 Tại:  Ấn Độ
| Quốc gia                       | Di sản                                                                                                | Thể loại    | Số liệu tham khảo của UNESCO |
| ------------------------------ | --- | ----------- | ---------------------------- |
| Bosnia và Herzegovina          | Hang động Vjetrenica, Ravno                                                                           | Thiên nhiên | 1673                         |
| Brazil                         | Vườn quốc gia Lençóis Maranhenses                                                                     | Thiên nhiên | 1611                         |
| Burkina Faso                   | Tòa án hoàng gia Tiébélé                                                                              | Văn hóa     | 1713                         |
| Trung Quốc                     | Sa mạc Badain Jaran                                                                                   | Thiên nhiên | 1638                         |
| Trung Quốc                     | Bắc Kinh trung trục tuyến: Tập hợp các công trình đại diện cho trật tự lý tưởng của thủ đô Trung Quốc | Văn hóa     | 1714                         |
| Ethiopia                       | Melka Kunture và Balchit: Di tích Khảo cổ học và Cổ sinh ở vùng cao nguyên Ethiopia                   | Văn hóa     | 13                           |
| Pháp · ( Polynesia thuộc Pháp) | Te Henua Enata – Quần đảo Marquesas                                                                   | Hỗn hợp     | 1707                         |
| Đức                            | Quần thể cư trú Schwerin                                                                              | Văn hóa     | 1705                         |
| Ấn Độ                          | Moidam – Hệ thống nấm mồ của Triều đại Ahom                                                           | Văn hóa     | 1711                         |
| Iran                           | Hegmataneh                                                                                            | Văn hóa     | 1716                         |
| Ý                              | Via Appia. Regina Viarum                                                                              | Văn hóa     | 1708                         |
| Nhật Bản                       | Mỏ vàng ở đảo Sado                                                                                    | Văn hóa     | 1698                         |
| Jordan                         | Umm Al-Jimāl                                                                                          | Văn hóa     | 1721                         |
| Kenya                          | Phố cổ và Di tích Khảo cổ Gedi                                                                        | Văn hóa     | 1720                         |
| Malaysia                       | Di tích Khảo cổ Khu phức hợp hang động trong Vườn quốc gia Niah                                       | Văn hóa     | 1014                         |
| Palestine                      | Tu viện Thánh Hilarion/Tell Umm el-'Amr                                                               | Văn hóa     | 1749                         |
| Romania                        | Ranh giới của Đế quốc La Mã - Dacia                                                                   | Văn hóa     | 1718                         |
| Romania                        | Quần thể điêu khắc Constantin Brâncuși tại Târgu Jiu                                                  | Văn hóa     | 1473                         |
| Nga                            | Cảnh quan văn hóa hồ Kenozero                                                                         | Văn hóa     | 1688                         |
| Ả Rập Xê Út                    | Cảnh quan văn hóa Khu khảo cổ Al-Faw                                                                  | Văn hóa     | 1712                         |
| Nam Phi                        | Nhân quyền, Giải phóng và Sự hòa giải: Những di sản của Nelson Mandela                                | Văn hóa     | 1676                         |
| Nam Phi                        | Sự hiện diện hành vi loài người hiện đại: Các di tích xâm chiếm Pleistocene ở Nam Phi                 | Văn hóa     | 1723                         |
| Thái Lan                       | Phu Phrabat                                                                                           | Văn hóa     | 1507                         |
| Vương quốc Anh                 | Flow Country                                                                                          | Thiên nhiên | 1722                         |

## 2023 (kỳ họp 45 và kỳ họp đặc biệt 18)

### Kỳ họp 45
42 di sản (33 văn hóa, 9 thiên nhiên)
Tại:  Ả Rập Xê Út
| Quốc gia                               | Di sản                                                                                          | Thể loại    | Số liệu tham khảo của UNESCO |
| -------------------------------------- | ----------------------------------------------------------------------------------------------- | ----------- | ---------------------------- |
| Argentina                              | Bảo tàng và địa điểm tưởng nhớ ESMA – Trung tâm giam giữ, tra tấn và tàn sát bí mật cũ          | Văn hóa     | 1681                         |
| Azerbaijan                             | Cảnh quan văn hoá của người Khinalug và đường gia súc Köç Yolu                                  | Văn hóa     | 1696                         |
| Bỉ · Pháp                              | Các địa điểm tưởng niệm và chôn cất của Thế chiến thứ nhất (Mặt trận phía Tây)                  | Văn hóa     | 1567                         |
| Campuchia                              | Koh Ker: Địa điểm khảo cổ của Lingapura cổ hoặc Chok Gargyar                                    | Văn hóa     | 1667                         |
| Canada                                 | Anticosti                                                                                       | Thiên nhiên | 1686                         |
| Canada                                 | Tr'ondëk-Klondike                                                                               | Văn hóa     | 1564                         |
| Trung Quốc                             | Các đồn điền chè cổ trên dãy núi Vân Hải tại Phổ Nhĩ                                            | Văn hóa     | 1665                         |
| Congo                                  | Khối rừng Odzala-Kokoua                                                                         | Thiên nhiên | 692                          |
| Cộng hòa Séc                           | Žatec và Cảnh quan của Saaz Hops                                                                | Văn hóa     | 1558                         |
| Đan Mạch                               | Các pháo đài vòng tròn thời kỳ Viking                                                           | Văn hóa     | 1660                         |
| Ethiopia                               | Vườn quốc gia Dãy núi Bale                                                                      | Thiên nhiên | 111                          |
| Ethiopia                               | Cảnh quan văn hóa Gedeo                                                                         | Văn hóa     | 1641                         |
| Pháp                                   | Maison Carrée của Nîmes                                                                         | Văn hóa     | 1569                         |
| Pháp · (Martinique) (F)                | Núi lửa và rừng của Pelée và Pitons phía Bắc Martinique                                         | Thiên nhiên | 1657                         |
| Đức                                    | Các di sản Do Thái-Trung Cổ của Erfurt                                                          | Văn hóa     | 1656                         |
| Hy Lạp                                 | Cảnh quan văn hóa Zagori                                                                        | Văn hóa     | 1695                         |
| Guatemala                              | Công viên khảo cổ Tak'alik Ab'aj                                                                | Văn hóa     | 1663                         |
| Ấn Độ                                  | Quần thể Linh thiêng của Hoysalas                                                               | Văn hóa     | 1670                         |
| Ấn Độ                                  | Santiniketan                                                                                    | Văn hóa     | 1375                         |
| Indonesia                              | Trục Vũ trụ học của Yogyakarta và các Tượng đài Lịch sử của nó                                  | Văn hóa     | 1671                         |
| Iran                                   | Nhà nghỉ lữ hành Ba Tư                                                                          | Văn hóa     | 1668                         |
| Ý                                      | Các-xtơ Evaporit và Các hang động phía Bắc Apennin                                              | Thiên nhiên | 1692                         |
| Kazakhstan · Turkmenistan · Uzbekistan | Các hoang mạc lạnh giá của Turan                                                                | Thiên nhiên | 1693                         |
| Latvia                                 | Thị trấn Cổ của Kuldīga                                                                         | Văn hóa     | 1658                         |
| Litva                                  | Kaunas Hiện đại: Kiến trúc Lạc quan, 1919-1939                                                  | Văn hóa     | 1661                         |
| Mông Cổ                                | Các tượng đá và các địa điểm Thời đại đồ đồng có liên quan                                      | Văn hóa     | 1621                         |
| Hà Lan                                 | Cung thiên văn Eise Eisinga ở Franeker                                                          | Văn hóa     | 1683                         |
| Palestine                              | Jericho cổ đại/Tell es-Sultan                                                                   | Văn hóa     | 1687                         |
| Nga                                    | Đài quan sát Thiên văn học của Đại học Liên bang Kazan                                          | Văn hóa     | 1678                         |
| Rwanda                                 | Các địa điểm tưởng niệm của sự Diệt chủng: Nyamata, Murambi, Gisozi và Bisesero                 | Văn hóa     | 1586                         |
| Rwanda                                 | Vườn quốc gia Nyungwe (F)                                                                       | Thiên nhiên | 1697                         |
| Ả Rập Xê Út                            | Khu bảo tồn 'Uruq Bani Ma'arid                                                                  | Thiên nhiên | 1699                         |
| Hàn Quốc                               | Các mộ táng Già Da                                                                              | Văn hóa     | 1666                         |
| Tây Ban Nha                            | Các địa điểm thời tiển sử văn hóa Talaiotic của Menorca                                         | Văn hóa     | 1528                         |
| Suriname                               | Địa điểm khảo cổ học Jodensavanne: Khu định cư Jodensavanne và nghĩa trang thung lũng Cassipora | Văn hóa     | 1680                         |
| Tajikistan                             | Rừng ống tràng của Khu bảo tồn thiên nhiên Tigrovaya Balka                                      | Thiên nhiên | 1685                         |
| Tajikistan · Turkmenistan · Uzbekistan | Con đường Tơ lụa: Hành lang Zarafshan-Karakum                                                   | Văn hóa     | 1675                         |
| Thái Lan                               | Thị trấn cổ Công viên Lịch sử Si Thep và các Di tích Dvaravati liên quan                        | Văn hóa     | 1662                         |
| Tunisia                                | Djerba: Bản chứng thực cho một khu định cư hình mẫu trên vùng đảo                               | Văn hóa     | 1640                         |
| Thổ Nhĩ Kỳ                             | Gordion                                                                                         | Văn hóa     | 1669                         |
| Thổ Nhĩ Kỳ                             | Các nhà thờ Hồi giáo cột gỗ của Anatolia Trung Cổ                                               | Văn hóa     | 1694                         |
| Hoa Kỳ                                 | Công sự Nghi lễ đắp đất Hopewell                                                                | Văn hóa     | 1689                         |

### Kỳ họp đặc biệt thứ 18
Tại kỳ họp đặc biệt lần thứ 18 vào tháng 1 năm 2023, Ủy ban Di sản Thế giới đã bổ sung ba địa điểm theo tiến trình khẩn cấp vào mục Danh sách Di sản Thế giới và Danh sách di sản thế giới bị đe doạ.
3 di sản (3 văn hóa)
Tại:  Pháp
| Quốc gia | Di sản                                     | Thể loại | Số liệu tham khảo của UNESCO |
| -------- | ------------------------------------------ | -------- | ---------------------------- |
| Liban    | Hội chợ quốc tế Rachid Karami-Tripoli      | Văn hóa  | 1702                         |
| Ukraina  | Trung tâm lịch sử Odesa                    | Văn hóa  | 1703                         |
| Yemen    | Các địa danh của Vương quốc cổ Saba, Marib | Văn hóa  | 1700                         |

## 2022
Kỳ họp thứ 45 ban đầu được dự kiến tổ chức từ ngày 19 tháng 6 đến ngày 30 tháng 6 năm 2022 tại Kazan ở Nga, nhưng đã bị hoãn lại vô thời hạn do Nga xâm lược Ukraina.

## 2021 (kỳ họp 44)
34 di sản (29 văn hóa, 5 thiên nhiên)
Tại:  Trung Quốc
| Quốc gia                                                 | Di sản                                                                                    | Thể loại    | Số liệu tham khảo của UNESCO |
| -------------------------------------------------------- | ----------------------------------------------------------------------------------------- | ----------- | ---------------------------- |
| Áo · Bỉ · Cộng hòa Séc · Pháp · Đức · Ý · Vương quốc Anh | Các thị trấn Spa lớn của châu Âu                                                          | Văn hóa     | 1613                         |
| Áo · Đức · Slovakia                                      | Biên thành La Mã - Biên thành Danube (phân đoạn phía Tây)                                 | Văn hóa     | 1608                         |
| Bỉ · Hà Lan                                              | Những Thuộc địa của lòng nhân từ                                                          | Văn hóa     | 1555                         |
| Brazil                                                   | Sítio Roberto Burle Marx                                                                  | Văn hóa     | 1620                         |
| Chile                                                    | Địa điểm khảo cổ và xác ướp nhân tạo của văn hoá Chinchorro từ vùng Arica và Parinacota   | Văn hóa     | 1634                         |
| Trung Quốc                                               | Tuyền Châu: Trung tâm thương mại của Thế giới thời Tống-Nguyên                            | Văn hóa     | 1561                         |
| Bờ Biển Ngà                                              | Nhà thờ Hồi giáo kiểu Sudan ở Bờ Biển Ngà                                                 | Văn hóa     | 1648                         |
| Pháp                                                     | Hải đăng Cordouan                                                                         | Văn hóa     | 1625                         |
| Pháp                                                     | Nice, Thị trấn nghỉ mát mùa đông của Riviera                                              | Văn hóa     | 1635                         |
| Gabon                                                    | Vườn quốc gia Ivindo                                                                      | Thiên nhiên | 1653                         |
| Gruzia                                                   | Rừng mưa nhiệt đới Colchic và vùng đất ngập nước                                          | Thiên nhiên | 1616                         |
| Đức                                                      | Mathildenhöhe Darmstadt                                                                   | Văn hóa     | 1614                         |
| Đức                                                      | ShUM Sites của Speyer, Worms và Mainz                                                     | Văn hóa     | 1636                         |
| Đức · Hà Lan                                             | Biên giới của Đế quốc La Mã -- Biên thành Hạ Germania                                     | Văn hóa     | 1631                         |
| Ấn Độ                                                    | Dholavira: Một thành phố Harappan                                                         | Văn hóa     | 1645                         |
| Ấn Độ                                                    | Đền Kakatiya Rudreshwara (Ramappa), Telangana                                             | Văn hóa     | 1570                         |
| Iran                                                     | Cảnh quan văn hoá của Hawraman / Uramanat                                                 | Văn hóa     | 1647                         |
| Iran                                                     | Tuyến đường sắt xuyên Iran                                                                | Văn hóa     | 1585                         |
| Ý                                                        | Các chuỗi bích họa từ thế kỉ XIV ở Padova                                                 | Văn hóa     | 1623                         |
| Ý                                                        | Các mái cổng của Bologna                                                                  | Văn hóa     | 1650                         |
| Nhật Bản                                                 | Đảo Amami Oshima, Tokunoshima, phía Bắc đảo Okinawa và đảo Iriomote                       | Thiên nhiên | 1574                         |
| Nhật Bản                                                 | Di tích thời tiền sử Jōmon tại phía bắc Nhật Bản                                          | Văn hóa     | 1632                         |
| Jordan                                                   | Al-Salt - Nơi khoan dung và Đô thị hiếu khách                                             | Văn hóa     | 689                          |
| Peru                                                     | Khu phức hợp khảo cổ Chankillo                                                            | Văn hóa     | 1624                         |
| Romania                                                  | Cảnh quan khai mỏ Roșia Montană                                                           | Văn hóa     | 1552                         |
| Nga                                                      | Tranh khắc đá của Hồ Onega và Biển Trắng                                                  | Văn hóa     | 1654                         |
| Ả Rập Xê Út                                              | Khu vực văn hóa Ḥimā                                                                      | Văn hóa     | 1619                         |
| Slovenia                                                 | Các công trình của Jože Plečnik ở Ljubljana - Thiết kế đô thị lấy con người làm trọng tâm | Văn hóa     | 1643                         |
| Tây Ban Nha                                              | Paseo del Prado và Buen Retiro, một cảnh quan của Nghệ thuật và Khoa học                  | Văn hóa     | 1618                         |
| Hàn Quốc                                                 | Getbol, các bãi triều của Hàn Quốc                                                        | Thiên nhiên | 1591                         |
| Thái Lan                                                 | Tổ hợp rừng Kaeng Krachan                                                                 | Thiên nhiên | 1461                         |
| Thổ Nhĩ Kỳ                                               | Gò đất Arslantepe                                                                         | Văn hóa     | 1622                         |
| Vương quốc Anh                                           | Cảnh quan đá phiến ở Tây bắc Wales                                                        | Văn hóa     | 1633                         |
| Uruguay                                                  | Công trình của kiến trúc sư Eladio Dieste: Nhà thờ của Atlántida                          | Văn hóa     | 1612                         |

## 2020
Kỳ họp thứ 44 ban đầu được dự kiến tổ chức vào năm 2020 nhưng đã bị hoãn đến năm 2021 do Đại dịch COVID-19. Do đó, Uỷ ban Di sản Thế giới đã bỏ phiếu cả hai cuộc đề cử năm 2020 và 2021.

## 2019 (kỳ họp 43)
29 di sản (24 văn hóa, 4 thiên nhiên, 1 hỗn hợp)
Tại:  Azerbaijan
| Quốc gia                                                   | Di sản | Thể loại    | Số liệu tham khảo của UNESCO |
| ---------------------------------------------------------- | --- | ----------- | ---------------------------- |
| Úc                                                         | Cảnh quan văn hóa Budj Bim                                                                                         | Văn hóa     | 1577                         |
| Azerbaijan                                                 | Trung tâm lịch sử Sheki với Cung điện của Khan                                                                     | Văn hóa     | 1549                         |
| Azerbaijan · Iran                                          | Rừng hỗn hợp Hyrcania Caspi                                                                                        | Thiên nhiên | 1584                         |
| Bahrain                                                    | Các gò chôn cất Dilmun                                                                                             | Văn hóa     | 1542                         |
| Brazil                                                     | Paraty và Ilha Grande – Văn hóa và Đa dạng sinh học                                                                | Hỗn hợp     | 1308                         |
| Burkina Faso                                               | Khu luyện kim thời cổ đại ở Burkina Faso                                                                           | Văn hóa     | 1602                         |
| Canada                                                     | Writing-on-Stone / Áísínai'pi                                                                                      | Văn hóa     | 1597                         |
| Trung Quốc                                                 | Di tích khảo cổ của Đô thị cổ Lương Chử                                                                            | Văn hóa     | 1592                         |
| Trung Quốc                                                 | Các khu bảo tồn chim di trú dọc theo Bờ biển Hoàng Hải - Vịnh Bột Hải (Giai đoạn 1)                                | Thiên nhiên | 1606                         |
| Cộng hòa Séc                                               | Cảnh quan chăn nuôi và huấn luyện ngựa kéo xe nghi lễ tại Kladruby nad Labem                                       | Văn hóa     | 1589                         |
| Cộng hòa Séc · Đức                                         | Vùng mỏ Erzgebirge/Krušnohoří                                                                                      | Văn hóa     | 1478                         |
| Pháp · ( Vùng đất phía Nam và châu Nam Cực thuộc Pháp) (F) | Vùng đất và biển phía Nam thuộc Pháp                                                                               | Thiên nhiên | 1603                         |
| Đức                                                        | Hệ thống quản lý nước của Augsburg                                                                                 | Văn hóa     | 1580                         |
| Iceland                                                    | Vườn quốc gia Vatnajökull – Thiên nhiên động của lửa và băng                                                       | Thiên nhiên | 1604                         |
| Ấn Độ                                                      | Thành phố Jaipur, Rajasthan                                                                                        | Văn hóa     | 1605                         |
| Indonesia                                                  | Di sản mỏ than Ombilin của Sawahlunto                                                                              | Văn hóa     | 1610                         |
| Iraq                                                       | Babylon | Văn hóa     | 278                          |
| Ý                                                          | Những ngọn đồi rượu vang Prosecco của Conegliano-Valdobbiadene                                                     | Văn hóa     | 1571                         |
| Nhật Bản                                                   | Mộ cổ Mozu - Furuichi: Các gò mộ của Nhật Bản cổ                                                                   | Văn hóa     | 1593                         |
| Lào                                                        | Cánh đồng Chum, Xiangkhoang                                                                                        | Văn hóa     | 1587                         |
| Myanmar                                                    | Bagan | Văn hóa     | 1588                         |
| Ba Lan                                                     | Khu vực khai thác đá lửa thời tiền sử Krzemionki                                                                   | Văn hóa     | 1599                         |
| Bồ Đào Nha                                                 | Tòa nhà Hoàng gia của Mafra – Cung điện, vương cung thánh đường, tu viện, vườn Cerco và công viên săn bắn (Tapada) | Văn hóa     | 1573                         |
| Bồ Đào Nha                                                 | Thánh địa Bom Jesus do Monte tại Braga                                                                             | Văn hóa     | 1590                         |
| Nga                                                        | Các nhà thờ thuộc Trường phái Kiến trúc Pskov                                                                      | Văn hóa     | 1523                         |
| Hàn Quốc                                                   | Seowon, Seowon, Viện Hàn lâm Nho giáo của Hàn Quốc                                                                 | Văn hóa     | 1498                         |
| Tây Ban Nha                                                | Risco Caído và Dãy núi linh thiêng của Cảnh quan văn hóa Gran Canaria                                              | Văn hóa     | 1578                         |
| Vương quốc Anh                                             | Đài thiên văn Jodrell Bank                                                                                         | Văn hóa     | 1594                         |
| Hoa Kỳ                                                     | Công trình kiến trúc thế kỷ 20 của Frank Lloyd Wright                                                              | Văn hóa     | 1496                         |

## 2018 (kỳ họp 42)
19 di sản (13 văn hóa, 3 thiên nhiên, 3 hỗn hợp)
Tại:  Bahrain
| Quốc gia    | Di sản                                                                    | Thể loại    | Số liệu tham khảo của UNESCO |
| ----------- | ------------------------------------------------------------------------- | ----------- | ---------------------------- |
| Canada      | Pimachiowin Aki                                                           | Hỗn hợp     | 1415                         |
| Trung Quốc  | Phạm Tịnh sơn                                                             | Thiên nhiên | 1559                         |
| Colombia    | Vườn quốc gia Chiribiquete – "The Maloca of the Jaguar"                   | Hỗn hợp     | 1174                         |
| Đan Mạch    | Aasivissuit – Nipisat. Vùng đất săn bắn của người Inuit giữa Băng và Biển | Văn hóa     | 1557                         |
| Pháp        | Chaine des Puys - Kiến tạo Limagne                                        | Thiên nhiên | 1434                         |
| Đức         | Tổ hợp khảo cổ học vùng biên Hedeby và Danevirke                          | Văn hóa     | 1553                         |
| Đức         | Nhà thờ chính tòa Naumburg                                                | Văn hóa     | 1470                         |
| Ấn Độ       | Quần thể kiến trúc Gothic thời Victoria và Art Deco tại Mumbai            | Văn hóa     | 1480                         |
| Iran        | Cảnh quan khảo cổ Sassanid của vùng Fars                                  | Văn hóa     | 1568                         |
| Ý           | Ivrea, thành phố công nghiệp thế kỷ 20                                    | Văn hóa     | 1538                         |
| Nhật Bản    | Các nhà thờ và địa điểm Cơ đốc giáo tại Nagasaki                          | Văn hóa     | 1495                         |
| Kenya       | Địa điểm khảo cổ Thimlich Ohinga                                          | Văn hóa     | 1450                         |
| Mexico      | Thung lũng Tehuacán-Cuicatlán: môi trường sống ban đầu ở Mesoamerica      | Hỗn hợp     | 1534                         |
| Oman        | Thành phố cổ Qalhat                                                       | Văn hóa     | 1537                         |
| Ả Rập Xê Út | Ốc đảo Al-Ahsa, một cảnh quan văn hóa phát triển                          | Văn hóa     | 1563                         |
| Nam Phi     | Barberton Makhonjwa Mountains                                             | Thiên nhiên | 1575                         |
| Hàn Quốc    | Sansa, Tu viện Phật giáo vùng núi tại Hàn Quốc                            | Văn hóa     | 1562                         |
| Tây Ban Nha | Thành phố Caliphate của Medina Azahara                                    | Văn hóa     | 1560                         |
| Thổ Nhĩ Kỳ  | Göbekli Tepe                                                              | Văn hóa     | 1572                         |

## 2017 (kỳ họp 41)
21 di sản (18 văn hóa, 3 tự nhiên)
Tại: Krakow,  Ba Lan
| Quốc gia                 | Di sản                                                                                | Thể loại    | Số liệu tham khảo của UNESCO |
| ------------------------ | ------------------------------------------------------------------------------------- | ----------- | ---------------------------- |
| Angola                   | Mbanza Kongo, Những di tích của cố đô Vương quốc Kongo (F)                            | Văn hóa     | 1511                         |
| Argentina                | Vườn quốc gia Los Alerces                                                             | Thiên nhiên | 1526                         |
| Brazil                   | Di chỉ khảo cổ Bến tàu Valongo                                                        | Văn hóa     | 1548                         |
| Campuchia                | Khu vực đền Sambor Prei Kuk, địa điểm khảo cổ của Ishanapura cổ                       | Văn hóa     | 1532                         |
| Trung Quốc               | Cổ Lãng Tự: Khu định cư quốc tế lịch sử                                               | Văn hóa     | 1541                         |
| Trung Quốc               | Thanh Hải Hy Nhĩ                                                                      | Thiên nhiên | 1540                         |
| Croatia · Ý · Montenegro | Công trình phòng thủ Venetian giữa thế kỷ 15 và 17: Stato da Terra – Tây Stato da Mar | Văn hóa     | 1533                         |
| Đan Mạch                 | Kujataa Greenland: Nông trại của người Na Uy và Inuit tại rìa chỏm băng               | Văn hóa     | 1536                         |
| Eritrea                  | Asmara: Thành phố hiện đại của châu Phi (F)                                           | Văn hóa     | 1550                         |
| Pháp                     | Taputapuātea                                                                          | Văn hóa     | 1529                         |
| Đức                      | Hang động và Nghệ thuật đá kỷ Băng hà tại Swabian Jura                                | Văn hóa     | 1527                         |
| Ấn Độ                    | Thành phố lịch sử Ahmadabad                                                           | Văn hóa     | 1551                         |
| Iran                     | Thành phố lịch sử Yazd                                                                | Văn hóa     | 1544                         |
| Nhật Bản                 | Đảo Okinoshima và các địa điểm có liên quan ở vùng Munakata                           | Văn hóa     | 1535                         |
| Mông Cổ · Nga            | Cảnh quan văn hóa Dauria                                                              | Thiên nhiên | 1448                         |
| Palestine                | Thị trấn cổ Hebron/Al-Khalil                                                          | Văn hóa     | 1565                         |
| Ba Lan                   | Mỏ chì-bạc-kẽm tại Tarnowskie Góry và Hệ thống quản lý nước ngầm                      | Văn hóa     | 1539                         |
| Nga                      | Nhà thờ Đức Bà và Tu viện của thị trấn đảo Sviyazhsk                                  | Văn hóa     | 1525                         |
| Nam Phi                  | Cảnh quan văn hóa Khomani                                                             | Văn hóa     | 1545                         |
| Thổ Nhĩ Kỳ               | Aphrodisias                                                                           | Văn hóa     | 1519                         |
| Anh Quốc                 | Lake District của Anh                                                                 | Văn hóa     | 422                          |

## 2016 (kỳ họp 40)
21 di sản (12 văn hóa, 6 tự nhiên, 3 hỗn hợp)
Tại: Istanbul,  Thổ Nhĩ Kỳ
| Quốc gia                                                 | Di sản                                                                                      | Thể loại    | Số liệu tham khảo của UNESCO |
| -------------------------------------------------------- | ------------------------------------------------------------------------------------------- | ----------- | ---------------------------- |
| Antigua và Barbuda                                       | Xưởng tàu Hải quân Antigua và Khu vực khảo cổ liên quan (F)                                 | Văn hóa     | 1499                         |
| Argentina · Bỉ · Pháp · Đức · Ấn Độ · Nhật Bản · Thụy Sĩ | Tác phẩm kiến trúc của Le Corbusier, một đóng góp nổi bật cho Phong trào kiến trúc hiện đại | Văn hóa     | 1321                         |
| Bosnia và Herzegovina · Croatia · Montenegro · Serbia    | Stećci: Nghĩa trang mộ đá Trung cổ                                                          | Văn hóa     | 1504                         |
| Brazil                                                   | Quần thể hiện đại Pampulha                                                                  | Văn hóa     | 1493                         |
| Canada                                                   | Mũi đất Mistaken                                                                            | Thiên nhiên | 1497                         |
| Tchad                                                    | Khối núi Ennedi: Cảnh quan văn hóa và thiên nhiên                                           | Hỗn hợp     | 1475                         |
| Trung Quốc                                               | Cảnh quan văn hóa Nghệ thuật đá Hoa Sơn Tả Giang                                            | Văn hóa     | 1508                         |
| Trung Quốc                                               | Hồ Bắc Thần Nông Giá                                                                        | Thiên nhiên | 1509                         |
| Hy Lạp                                                   | Di chỉ khảo cổ Philippi                                                                     | Văn hóa     | 1517                         |
| Ấn Độ                                                    | Di chỉ khảo cổ Nalanda Mahavihara (Đại học Nalanda) ở Nalanda, Bihar                        | Văn hóa     | 1502                         |
| Ấn Độ                                                    | Vườn quốc gia Khangchendzonga                                                               | Hỗn hợp     | 1513                         |
| Iran                                                     | Qanat Ba Tư                                                                                 | Văn hóa     | 1506                         |
| Iran                                                     | Sa mạc Lut                                                                                  | Thiên nhiên | 1505                         |
| Iraq                                                     | Ahwar Nam Iraq: Khu bảo vệ đa dạng sinh học và cảnh quan sót lại của các thành phố Lưỡng Hà | Hỗn hợp     | 1481                         |
| Kazakhstan · Kyrgyzstan · Uzbekistan                     | Tây Thiên Sơn                                                                               | Thiên nhiên | 1490                         |
| Mexico                                                   | Quần đảo Revillagigedo                                                                      | Thiên nhiên | 1510                         |
| Liên bang Micronesia                                     | Nan Madol: Trung tâm Nghi lễ Đông Micronesia (F)                                            | Văn hóa     | 1503                         |
| Tây Ban Nha                                              | Di chỉ mộ đá Antequera                                                                      | Văn hóa     | 1501                         |
| Sudan                                                    | Công viên Hải dương Sanganeb và Công viên Hải dương Vịnh Dungonab – Đảo Mukkawar            | Thiên nhiên | 262                          |
| Thổ Nhĩ Kỳ                                               | Di chỉ khảo cổ Ani                                                                          | Văn hóa     | 1518                         |
| Anh Quốc                                                 | Tổ hợp hang động Gorham                                                                     | Văn hóa     | 1500                         |

## 2015 (kỳ họp 39)
24 di sản (23 văn hóa, 1 hỗn hợp)

Tại: Bonn,  Đức
| Quốc gia    | Di sản                                                                                     | Thể loại | Số liệu tham khảo của UNESCO |
| ----------- | ------------------------------------------------------------------------------------------ | -------- | ---------------------------- |
| Trung Quốc  | Các di chỉ Thổ ty                                                                          | Văn hóa  | 1474                         |
| Đan Mạch    | Christiansfeld, khu định cư và Nhà thờ Giáo hội Moravian                                   | Văn hóa  | 1468                         |
| Đan Mạch    | Cảnh quan săn bắn Bắc Zealand                                                              | Văn hóa  | 1469                         |
| Pháp        | Khí hậu và lãnh thổ Burgundy                                                               | Văn hóa  | 1425                         |
| Pháp        | Sườn đồi, nhà và hầm rượu Champagne                                                        | Văn hóa  | 1465                         |
| Đức         | Speicherstadt và Kontorhaus với Chilehaus                                                  | Văn hóa  | 1467                         |
| Iran        | Susa                                                                                       | Văn hóa  | 1455                         |
| Iran        | Cảnh quan văn hóa Maymand                                                                  | Văn hóa  | 1423                         |
| Israel      | Necropolis của Bet She'arim: Dấu mốc Đổi mới của người Do Thái                             | Văn hóa  | 1471                         |
| Ý           | Ả Rập-Norman Palermo, Nhà thờ Giáo hội Cefalù và Monreale                                  | Văn hóa  | 1487                         |
| Jamaica     | Dãy núi Blue và John Crow (F)                                                              | Hỗn hợp  | 1356                         |
| Nhật Bản    | Các địa điểm của Cải cách Công nghiệp Minh Trị tại Nhật Bản: Sắt thép, Đóng tàu và Khai mỏ | Văn hóa  | 1484                         |
| Mông Cổ     | Dãy núi Burkhan Khaldun vĩ đại và khu vực cảnh quan thiêng liêng xung quanh nó             | Văn hóa  | 1440                         |
| Jordan      | Địa điểm tiến hành Lễ rửa tội "Bethany Beyond the Jordan" (Al-Maghtas)                     | Văn hóa  | 1446                         |
| Mexico      | Hệ thống thủy lực Cầu dẫn nước Padre Tembleque                                             | Văn hóa  | 1463                         |
| Hoa Kỳ      | Khu truyền giáo San Antonio                                                                | Văn hóa  | 1466                         |
| Ả Rập Xê Út | Nghệ thuật đá Vùng Hail của Ả Rập Saudi                                                    | Văn hóa  | 1472                         |
| Singapore   | Vườn bách thảo Singapore (F)                                                               | Văn hóa  | 1483                         |
| Hàn Quốc    | Khu vực lịch sử Bách Tế                                                                    | Văn hóa  | 1477                         |
| Na Uy       | Di sản công nghiệp Rjukan–Notodden                                                         | Văn hóa  | 1486                         |
| Thổ Nhĩ Kỳ  | Pháo đài Diyarbakır và Cảnh quan văn hóa các khu vườn Hevsel                               | Văn hóa  | 1488                         |
| Thổ Nhĩ Kỳ  | Ephesus                                                                                    | Văn hóa  | 1018                         |
| Anh Quốc    | Cầu Forth                                                                                  | Văn hóa  | 1485                         |
| Uruguay     | Cảnh quan văn hóa-công nghiệp Fray Bentos                                                  | Văn hóa  | 1464                         |

## 2014 (kỳ họp 38)
26 di sản (21 văn hóa, 4 thiên nhiên, 1 hỗn hợp)
Tại: Doha,  Qatar
| Quốc gia                                                | Di sản                                                                                                   | Thể loại    | Số liệu tham khảo của UNESCO |
| ------------------------------------------------------- | --- | ----------- | ---------------------------- |
| Argentina · Bolivia · Chile · Colombia · Ecuador · Peru | Qhapaq Ñan, Hệ thống đường Andes                                                                         | Văn hóa     | 1459                         |
| Botswana                                                | Đồng bằng Okavango                                                                                       | Văn hóa     | 1432                         |
| Trung Quốc                                              | Đại Vận Hà                                                                                               | Văn hóa     | 1443                         |
| Trung Quốc · Kazakhstan · Kyrgyzstan                    | Con đường tơ lụa: Mạng đường Trường An-Hành lang Thiên Sơn                                               | Văn hóa     | 1442                         |
| Costa Rica                                              | Khu định cư Tiền Columbo và các quả cầu đá Diquís                                                        | Văn hóa     | 1453                         |
| Đan Mạch                                                | Vách đá Stevns                                                                                           | Thiên nhiên | 1416                         |
| Pháp                                                    | Các hình vẽ hang động Pont d'Arc, còn được gọi là Grotte Chauvet-Pont d'Arc, Ardèche                     | Văn hóa     | 1426                         |
| Đức                                                     | Carolingian Westwork và Civitas Corvey                                                                   | Văn hóa     | 1447                         |
| Ấn Độ                                                   | Vườn quốc gia Great Himalaya                                                                             | Thiên nhiên | 1406                         |
| Ấn Độ                                                   | Rani ki vav tại Patan, Gujarat                                                                           | Văn hóa     | 922                          |
| Iran                                                    | Shahr-I Sokhta                                                                                           | Văn hóa     | 1456                         |
| Iraq                                                    | Thành cổ Erbil                                                                                           | Văn hóa     | 1437                         |
| Israel                                                  | Các hang Maresha và Bet-Guvrin tại Vùng đất thấp xứ Judean thế giới vĩ mô của Vùng đất của các hang động | Văn hóa     | 1370                         |
| Ý                                                       | Cảnh quan văn hóa các vườn nho của vùng Piedmont: Langhe-Roero và Monferrato                             | Văn hóa     | 1390                         |
| Nhật Bản                                                | Nhà máy dệt lụa Tomioka và các khu vực liên quan                                                         | Văn hóa     | 1449                         |
| Myanmar                                                 | Các thị quốc Pyu (F)                                                                                     | Văn hóa     | 1444                         |
| Hà Lan                                                  | Van Nellefabriek                                                                                         | Văn hóa     | 1441                         |
| Palestine                                               | Palestine: Vùng đất Ô liu và rượu vang – Cảnh văn hóa của miền Nam Jerusalem, Battir                     | Văn hóa     | 1492                         |
| Philippines                                             | Khu bảo tồn động vật hoang dã Núi Hamiguitan                                                             | Thiên nhiên | 1403                         |
| Nga                                                     | Khu vực lịch sử và khảo cổ Bolgar                                                                        | Văn hóa     | 981                          |
| Ả Rập Xê Út                                             | Jeddah lịch sử, Cổng tới Makkah                                                                          | Văn hóa     | 1361                         |
| Hàn Quốc                                                | Pháo đài Namhansanseong                                                                                  | Văn hóa     | 1439                         |
| Thổ Nhĩ Kỳ                                              | Bursa và Cumalıkızık: Nơi sinh của Đế chế Ottoman                                                        | Văn hóa     | 1452                         |
| Thổ Nhĩ Kỳ                                              | Pergamon và cảnh quan văn hóa đa tầng                                                                    | Văn hóa     | 1457                         |
| Hoa Kỳ                                                  | Tượng đài quốc gia Poverty Point                                                                         | Văn hóa     | 1435                         |
| Việt Nam                                                | Quần thể danh thắng Tràng An                                                                             | Hỗn hợp     | 1438                         |

## 2013 (kỳ họp 37)
19 di sản (14 văn hóa, 5 thiên nhiên)
Tại: Phnôm Pênh,  Campuchia
| Quốc gia          | Di sản                                                         | Thể loại    | Số liệu tham khảo của UNESCO |
| ----------------- | -------------------------------------------------------------- | ----------- | ---------------------------- |
| Canada            | Các trạm săn bắt cá voi tại Red Bay                            | Văn hóa     | 1412                         |
| Trung Quốc        | Cảnh quan văn hóa Ruộng bậc thang của người Hà Nhì tại Hồng Hà | Văn hóa     | 1111                         |
| Trung Quốc        | Tân Cương Thiên Sơn                                            | Thiên nhiên | 1414                         |
| Fiji              | Thị trấn lịch sử Levuka (F)                                    | Văn hóa     | 1399                         |
| Đức               | Công viên núi Bergpark Wilhelmshöhe                            | Văn hóa     | 1413                         |
| Ấn Độ             | Đồi pháo đài Rajasthan                                         | Văn hóa     | 247                          |
| Iran              | Cung điện Golestan                                             | Văn hóa     | 1422                         |
| Ý                 | Các dinh thự và vườn Medici ở Tuscany                          | Văn hóa     | 175                          |
| Ý                 | Núi Etna                                                       | Thiên nhiên | 1427                         |
| Nhật Bản          | Núi Phú Sĩ, nơi thiêng liêng và nguồn cảm hứng nghệ thuật      | Văn hóa     | 1418                         |
| Mexico            | Khu dự trữ sinh quyển El Pinacate y Gran Desierto de Altar     | Thiên nhiên | 1410                         |
| Namibia           | Biển cát Namib                                                 | Thiên nhiên | 1430                         |
| Niger             | Trung tâm lịch sử Agadez                                       | Văn hóa     | 1268                         |
| CHDCND Triều Tiên | Di tích lịch sử và các di chỉ khảo cổ ở Kaesong                | Văn hóa     | 1278                         |
| Ba Lan · Ukraina  | Nhà thờ gỗ Tserkvas trên vùng Karpat ở Ba Lan và Ukraina       | Văn hóa     | 1424                         |
| Bồ Đào Nha        | Đại học Coimbra – Alta và Sofia                                | Văn hóa     | 1433                         |
| Qatar             | Địa điểm khảo cổ học Al Zubarah                                | Văn hóa     | 1402                         |
| Tajikistan        | Vườn quốc gia Tajik (Dãy núi Pamir)                            | Thiên nhiên | 1252                         |
| Ukraina           | Thành phố cổ của Tauric Chersonese và các vùng đất xung quanh  | Văn hóa     | 1411                         |

## 2012 (Kỳ họp 36)
26 di sản (20 văn hóa, 5 thiên nhiên, 1 hỗn hợp)
Tại: Sankt-Peterburg,  Nga
| Quốc gia                                  | Di sản                                                                                                | Thể loại    | Số liệu tham khảo của UNESCO |
| ----------------------------------------- | --- | ----------- | ---------------------------- |
| Bahrain                                   | Ngọc trai, bằng chứng của nền kinh tế đảo                                                             | Văn hóa     | 1364                         |
| Bỉ                                        | Khu mỏ chính ở Wallonia                                                                               | Văn hóa     | 1344                         |
| Brazil                                    | Rio de Janeiro: Cảnh quan giữa núi và biển                                                            | Văn hóa     | 1100                         |
| Cameroon · Trung Phi · Cộng hòa Congo (F) | Sangha Trinational                                                                                    | Thiên nhiên | 1380                         |
| Canada                                    | Cảnh quan của Grand Pré                                                                               | Văn hóa     | 1404                         |
| Tchad                                     | Hệ thống các hồ Ounianga (F)                                                                          | Thiên nhiên | 1400                         |
| Trung Quốc                                | Di chỉ hóa thạch Trừng Giang                                                                          | Thiên nhiên | 1388                         |
| Trung Quốc                                | Di tích Thượng Đô                                                                                     | Văn hóa     | 1389                         |
| Bờ Biển Ngà                               | Thị trấn lịch sử Grand-Bassam                                                                         | Văn hóa     | 1322                         |
| Pháp                                      | Vùng mỏ Nord - Pas de Calais                                                                          | Văn hóa     | 1360                         |
| Đức                                       | Nhà hát Opera Margravial Bayreuth                                                                     | Văn hóa     | 1379                         |
| Ấn Độ                                     | Dãy Ghats Tây                                                                                         | Thiên nhiên | 1342                         |
| Indonesia                                 | Cảnh quan văn hóa tỉnh Bali: Hệ thống canh tác Subak một bản tuyên ngôn của triết học Tri Hita Karana | Văn hóa     | 1194                         |
| Iran                                      | Gonbad-e Qābus                                                                                        | Văn hóa     | 1398                         |
| Iran                                      | Masjed-e Jāmé của Isfahan                                                                             | Văn hóa     | 1397                         |
| Israel                                    | Di tích tiến hóa của loài người tại Núi Carmel: The Nahal Me'arot / Hang Wadi el-Mughara              | Văn hóa     | 1393                         |
| Malaysia                                  | Di sản khảo cổ tại Thung lũng Lenggong                                                                | Văn hóa     | 1396                         |
| Maroc                                     | Rabat, Thủ đô hiện đại và thành phố lịch sử: một di sản được chia sẻ                                  | Văn hóa     | 1401                         |
| Palau                                     | Đầm phá phía Nam quần đảo Rock (F)                                                                    | Hỗn hợp     | 1386                         |
| Palestine                                 | Nơi sinh của Chúa Jesus: Nhà thờ Giáng Sinh và đường hành hương, Bethlehem (F)                        | Văn hóa     | 1433                         |
| Bồ Đào Nha                                | Thị trấn đồn trú vùng biên Elvas và các công sự của nó                                                | Văn hóa     | 1367                         |
| Nga                                       | Công viên cột thiên nhiên Lena                                                                        | Thiên nhiên | 1299                         |
| Senegal                                   | Cảnh quan văn hóa Bassari: Bassari, Fula và Bedik                                                     | Văn hóa     | 1407                         |
| Slovenia · Tây Ban Nha                    | Các mỏ thủy ngân ở Almadén và Idrija                                                                  | Văn hóa     | 1313                         |
| Thụy Điển                                 | Nhà nông thôn Hälsingland                                                                             | Văn hóa     | 1282                         |
| Thổ Nhĩ Kỳ                                | Di chỉ khảo cổ Çatalhöyük                                                                             | Văn hóa     | 1405                         |

## 2011 (kỳ họp 35)
25 di sản (21 văn hóa, 3 thiên nhiên, 1 hỗn hợp)
Tại: Paris,  Pháp
| Quốc gia                                 | Di sản                                                                           | Thể loại    | Số liệu tham khảo của UNESCO |
| ---------------------------------------- | -------------------------------------------------------------------------------- | ----------- | ---------------------------- |
| Úc                                       | Bờ biển Ningaloo                                                                 | Thiên nhiên | 1369                         |
| Áo · Pháp · Đức · Ý · Slovenia · Thụy Sĩ | Nhà sàn thời tiền sử xung quanh dãy núi Anpơ                                     | Văn hóa     | 1363                         |
| Barbados                                 | Trung tâm lịch sử của Bridgetown và Garrison (F)                                 | Văn hóa     | 1376                         |
| Trung Quốc                               | Cảnh quan văn hóa Tây Hồ Hàng Châu                                               | Văn hóa     | 1334                         |
| Colombia                                 | Cảnh quan văn hóa cà phê ở Colombia                                              | Văn hóa     | 1121                         |
| Ethiopia                                 | Cảnh quan văn hóa Konso                                                          | Văn hóa     | 1333                         |
| Pháp                                     | Causses và Cevennes - Cảnh quan nông nghiệp vùng Địa Trung Hải                   | Văn hóa     | 1153                         |
| Đức                                      | Nhà máy Fagus tại Alfeld                                                         | Văn hóa     | 1368                         |
| Iran                                     | Vườn Ba Tư                                                                       | Văn hóa     | 1372                         |
| Ý                                        | Longobards tại Ý, Những địa điểm quyền lực (568–774 A.D.)                        | Văn hóa     | 1318                         |
| Nhật Bản                                 | Hiraizumi – Đền thờ, Vườn và các địa điểm khảo cổ Đại diện cho Tịnh độ Phật giáo | Văn hóa     | 1277                         |
| Nhật Bản                                 | Quần đảo Ogasawara                                                               | Thiên nhiên | 1362                         |
| Jordan                                   | Khu bảo tồn Wadi Rum                                                             | Hỗn hợp     | 1377                         |
| Kenya                                    | Pháo đài Jesus, Mombasa                                                          | Văn hóa     | 1295                         |
| Kenya                                    | Hệ thống các hồ Kenya trong thung lũng Tách giãn Lớn                             | Thiên nhiên | 1060                         |
| Mông Cổ                                  | Tranh khắc đá trên dãy Altai                                                     | Văn hóa     | 1382                         |
| Nicaragua                                | Nhà thờ León                                                                     | Văn hóa     | 1236                         |
| Senegal                                  | Saloum Delta                                                                     | Văn hóa     | 1359                         |
| Tây Ban Nha                              | Cảnh quan văn hóa Serra de Tramuntana                                            | Văn hóa     | 1371                         |
| Sudan                                    | Khu khảo cổ đảo Meroe                                                            | Văn hóa     | 1336                         |
| Syria                                    | Làng cổ đại của miền Bắc Syria                                                   | Văn hóa     | 1348                         |
| Thổ Nhĩ Kỳ                               | Nhà thờ Selimiye và tổ hợp xã hội của nó                                         | Văn hóa     | 1366                         |
| Ukraina                                  | Cư trú của người Metropolitans Bukovinian và chó đốm                             | Văn hóa     | 1330                         |
| UAE                                      | Cảnh quan văn hóa Al Ain (các khu vực Hafit, Hili, Bidaa Bint Saud và Oases) (F) | Văn hóa     | 1343                         |
| Việt Nam                                 | Thành nhà Hồ                                                                     | Văn hóa     | 1358                         |

## 2010 (kỳ họp 34)
21 di sản (15 văn hóa, 5 thiên nhiên, 1 hỗn hợp)
Tại: Brasilia,  Brazil
| Quốc gia          | Di sản                                                                 | Thể loại    | Số liệu tham khảo của UNESCO |
| ----------------- | ---------------------------------------------------------------------- | ----------- | ---------------------------- |
| Úc                | Các địa điểm kết án thuộc địa tại Úc                                   | Văn hóa     | 1306                         |
| Brazil            | Quảng trường São Francisco của thị trấn cổ São Cristóvão               | Văn hóa     | 1272                         |
| Trung Quốc        | Trung Quốc Đan Hà                                                      | Thiên nhiên | 1335                         |
| Trung Quốc        | Các công trình lịch sử ở Đăng Phong, "Điểm giao nhau giữa Trời và Đất" | Văn hóa     | 1305                         |
| Pháp              | Thành phố Giám mục Albi                                                | Văn hóa     | 1337                         |
| Pháp              | Chỏm núi, vòng đai và bờ lũy của đảo Reunion                           | Thiên nhiên | 1317                         |
| Ấn Độ             | Đài thiên văn Jantar Mantar                                            | Văn hóa     | 1338                         |
| Iran              | Sheikh Safi al-din Khānegāh và quần thể lăng mộ tại Ardabil            | Văn hóa     | 1345                         |
| Iran              | Tổ hợp chợ lịch sử Tabriz                                              | Văn hóa     | 1346                         |
| Kiribati          | Khu bảo tồn Quần đảo Phoenix (F)                                       | Thiên nhiên | 1325                         |
| Quần đảo Marshall | Khu thử nghiệm hạt nhân trên Đảo Bikini (F)                            | Văn hóa     | 1339                         |
| Mexico            | El Camino Real de Tierra Adentro                                       | Văn hóa     | 1351                         |
| Mexico            | Hang động thời Tiền sử Yagul và Mitla ở miền Trung thung lũng Oaxaca   | Văn hóa     | 1352                         |
| Hà Lan            | Kênh đào Amsterdam bên trong vòng Singelgracht thế kỷ 17               | Văn hóa     | 1349                         |
| Nga               | Cao nguyên Putorana                                                    | Thiên nhiên | 1234                         |
| Ả Rập Xê Út       | At-Turaif tại Dir'iyah                                                 | Văn hóa     | 1329                         |
| Hàn Quốc          | Các làng lịch sử Triều Tiên: Hahoe và Yangdong                         | Văn hóa     | 1324                         |
| Sri Lanka         | Cao nguyên Trung tâm Sri Lanka                                         | Thiên nhiên | 1203                         |
| Tajikistan        | Di chỉ khảo cổ của thành phố cổ Sarazm (F)                             | Văn hóa     | 1141                         |
| Hoa Kỳ            | Papahānaumokuākea                                                      | Hỗn hợp     | 1326                         |
| Việt Nam          | Khu vực trung tâm của Hoàng thành Thăng Long - Hà Nội                  | Văn hóa     | 1328                         |

## 2009 (kỳ họp 33)
13 di sản (11 văn hóa, 2 thiên nhiên)
Tại: Sevilla, Tây Ban Nha
| Quốc gia                | Di sản                                                             | Thể loại    | Số liệu tham khảo của UNESCO |
| ----------------------- | ------------------------------------------------------------------ | ----------- | ---------------------------- |
| Bỉ                      | Dinh thự Stoclet                                                   | Văn hóa     | 1298                         |
| Burkina Faso            | Phế tích Loropéni (F)                                              | Văn hóa     | 1225                         |
| Cabo Verde              | Cidade Velha,Trung tâm lịch sử của Ribeira Grande (F)              | Văn hóa     | 1310                         |
| Trung Quốc              | Ngũ Đài sơn                                                        | Văn hóa     | 1279                         |
| Đan Mạch · Đức · Hà Lan | Biển Wadden                                                        | Thiên nhiên | 1314                         |
| Iran                    | Hệ thống Thủy lực Lịch sử Shushtar                                 | Văn hóa     | 1315                         |
| Ý                       | Dolomites                                                          | Thiên nhiên | 1237                         |
| Kyrgyzstan              | Núi thiêng Sulaiman-Too (F)                                        | Văn hóa     | 1230                         |
| Peru                    | Thành phố thiêng Caral-Supe                                        | Văn hóa     | 1269                         |
| Hàn Quốc                | Quần thể lăng mộ Vương tộc của nhà Triều Tiên                      | Văn hóa     | 1319                         |
| Tây Ban Nha             | Tháp Hércules                                                      | Văn hóa     | 1312                         |
| Thụy Sĩ                 | La Chaux-de-Fonds / Le Locle, thị trấn hoạch định sản xuất đồng hồ | Văn hóa     | 1302                         |
| Anh Quốc · ( Wales)     | Kênh đào và Cầu máng Pontcysyllte                                  | Văn hóa     | 1303                         |

## 2008 (kỳ họp 32)
27 di sản (19 văn hóa, 8 thiên nhiên)
Tại: Québec,  Canada
| Quốc gia         | Di sản                                                                 | Thể loại    | Số liệu tham khảo của UNESCO |
| ---------------- | ---------------------------------------------------------------------- | ----------- | ---------------------------- |
| Campuchia        | Đền Preah Vihear                                                       | Văn hóa     | 1224                         |
| Canada           | Vách đá hóa thạch Joggins                                              | Thiên nhiên | 1285                         |
| Trung Quốc       | Phúc Kiến Thổ lâu                                                      | Văn hóa     | 1113                         |
| Trung Quốc       | Vườn quốc gia Tam Thanh Sơn                                            | Thiên nhiên | 1292                         |
| Croatia          | Đồng cỏ Stari Grad                                                     | Văn hóa     | 1240                         |
| Cuba             | Trung tâm lịch sử Camagüey                                             | Văn hóa     | 1270                         |
| Pháp             | Các pháo đài của Vauban                                                | Cultural    | 1283                         |
| Pháp             | Vùng đầm phá New Caledonia: Rạn san hô và Hệ sinh thái                 | Thiên nhiên | 1115                         |
| Đức              | Các tòa nhà phong cách kiến trúc hiện đại ở Berlin                     | Văn hóa     | 1239                         |
| Iceland          | Surtsey                                                                | Thiên nhiên | 1267                         |
| Iran             | Quần thể nhà thờ của người Armeni ở Iran                               | Văn hóa     | 1262                         |
| Israel           | Các địa điểm linh thiêng của đạo Bahá'i tại Haifa và Tây Galilea       | Văn hóa     | 1220                         |
| Ý                | Mantova và Sabbioneta                                                  | Văn hóa     | 1287                         |
| Ý · Thụy Sĩ      | Tuyến đường sắt Rhaetian trên Albula / Cảnh quan văn hóa Bernina       | Văn hóa     | 1276                         |
| Kazakhstan       | Saryarka – Các hồ và vùng thảo nguyên Bắc Kazakhstan                   | Thiên nhiên | 1102                         |
| Kenya            | Các khu rừng thiêng Kaya của người Mijikenda                           | Văn hóa     | 1231                         |
| Malaysia         | Melaka và George Town, các thành phố lịch sử bên eo biển Malacca       | Văn hóa     | 1223                         |
| Mauritius        | Cảnh quan văn hóa Le Morne                                             | Văn hóa     | 1259                         |
| Mexico           | Khu dự trữ sinh quyển bướm vua                                         | Thiên nhiên | 1290                         |
| Mexico           | Thị trấn bảo vệ của San Miguel và Nhà thờ Jesús Nazareno de Atotonilco | Văn hóa     | 1274                         |
| Papua New Guinea | Di chỉ canh tác nông nghiệp Kuk (F)                                    | Văn hóa     | 887                          |
| San Marino       | Trung tâm lịch sử của San Marino và Núi Titano (F)                     | Văn hóa     | 1245                         |
| Ả Rập Xê Út      | Di chỉ khảo cổ Al-Hijr (Madâin Sâlih) (F)                              | Văn hóa     | 1293                         |
| Slovakia         | Các nhà thờ gỗ Slovak trên khu vực Dãy núi Karpat                      | Văn hóa     | 1273                         |
| Thụy Sĩ          | Kiến tạo Arena Sardona                                                 | Thiên nhiên | 1179                         |
| Vanuatu          | Lãnh địa của Roy Mata (F)                                              | Văn hóa     | 1280                         |
| Yemen            | Quần đảo Socotra                                                       | Thiên nhiên | 1263                         |

## 2007 (kỳ họp 31)
22 di sản (16 văn hóa, 5 thiên nhiên, 1 hỗn hợp)
Tại:  New Zealand
| Quốc gia                 | Di sản                                                                  | Thể loại    | Số liệu tham khảo của UNESCO |
| ------------------------ | ----------------------------------------------------------------------- | ----------- | ---------------------------- |
| Úc                       | Nhà hát Sydney                                                          | Văn hóa     | 166                          |
| Azerbaijan               | Cảnh quan văn hóa Nghệ thuật đá Gobustan                                | Văn hóa     | 1076                         |
| Bosna và Hercegovina     | Cầu Mehmed Paša Sokolović ở Višegrad                                    | Văn hóa     | 1260                         |
| Canada                   | Kênh đào Rideau                                                         | Văn hóa     | 1221                         |
| Trung Quốc               | Các làng và Điêu lâu Khai Bình                                          | Văn hóa     | 1112                         |
| Trung Quốc               | Carxtơ Nam Trung Quốc                                                   | Thiên nhiên | 1248                         |
| Pháp                     | Bordeaux, Cảng Mặt Trăng                                                | Văn hóa     | 1256                         |
| Gabon                    | Hệ sinh thái và cảnh quan văn hóa đang bị diệt vong của Lope-Okanda (F) | Hỗn hợp     | 1147                         |
| Đức · Slovakia · Ukraina | Các khu rừng nguyên sinh trên dãy Karpat và các khu rừng sồi cổ của Đức | Thiên nhiên | 1133                         |
| Hy Lạp                   | Đô thị cổ Corfu                                                         | Văn hóa     | 978                          |
| Ấn Độ                    | Tổ hợp Pháo đài Đỏ                                                      | Văn hóa     | 231                          |
| Iraq                     | Thành phố khảo cổ Samarra                                               | Văn hóa     | 276                          |
| Nhật Bản                 | Mỏ bạc Iwami Ginzan và cảnh quan văn hóa của nó                         | Văn hóa     | 1246                         |
| Madagascar               | Rừng mưa nhiệt đới ở Atsinanana                                         | Thiên nhiên | 1257                         |
| Mexico                   | Trung tâm thành phố đại học của Đại học Tự trị Quốc gia México (UNAM)   | Văn hóa     | 1250                         |
| Namibia                  | Twyfelfontein (F)                                                       | Văn hóa     | 1255                         |
| Serbia                   | Gamzigrad-Romuliana, Dinh của Galerius                                  | Văn hóa     | 1253                         |
| Nam Phi                  | Richtersveld Cultural and Botanical Landscape                           | Văn hóa     | 1265                         |
| Hàn Quốc                 | Đảo núi lửa Jeju và các cột dung nham                                   | Thiên nhiên | 1264                         |
| Tây Ban Nha              | Vườn quốc gia Teide                                                     | Thiên nhiên | 1258                         |
| Thụy Sĩ                  | Vùng làm rượu vang, Lavaux                                              | Văn hóa     | 1243                         |
| Turkmenistan             | Pháo đài của người Parthia ở Nisa                                       | Văn hóa     | 1242                         |

## 2006 (kỳ họp 30)
18 di sản (16 văn hóa, 2 thiên nhiên)
Tại:  Litva
| Quốc gia          | Di sản                                                                         | Thể loại    | Số liệu tham khảo của UNESCO |
| ----------------- | ------------------------------------------------------------------------------ | ----------- | ---------------------------- |
| Chile             | Thị trấn mỏ Sewell                                                             | Văn hóa     | 1214                         |
| Trung Quốc        | Khu bảo tồn Gấu Trúc Lớn tại Tứ Xuyên - Ngọa Long, núi Tứ Cô Nương và Giáp Kim | Thiên nhiên | 1213                         |
| Trung Quốc        | Ân Khư                                                                         | Văn hóa     | 1114                         |
| Colombia          | Khu bảo tồn Động thực vật Hoang dã Malpelo                                     | Thiên nhiên | 1216                         |
| Ethiopia          | Harar Jugol, Thành phố pháo đài lịch sử                                        | Văn hóa     | 1189                         |
| Gambia · Senegal  | Vòng tròn đá Senegambian                                                       | Văn hóa     | 1226                         |
| Đức               | Thị trấn cổ Regensburg với Stadtamhof                                          | Văn hóa     | 1155                         |
| Iran              | Bisotun                                                                        | Văn hóa     | 1222                         |
| Ý                 | Genoa: Le Strade Nuove và hệ thống Palazzi dei Rolli                           | Văn hóa     | 1211                         |
| Malawi            | Các bức vẽ trên đá ở Chongoni                                                  | Văn hóa     | 476                          |
| Mauritius         | Aapravasi Ghat (F)                                                             | Văn hóa     | 1227                         |
| México            | Khu thắng cảnh Agave và khu công nghiệp cũ ở Tequila                           | Văn hóa     | 1209                         |
| Oman              | Hệ thống thủy lợi Aflaj của Oman                                               | Văn hóa     | 1207                         |
| Ba Lan            | Cung Thế kỷ ở Wrocław                                                          | Văn hóa     | 1165                         |
| Tây Ban Nha       | Cầu Vizcaya                                                                    | Văn hóa     | 1217                         |
| Syria             | Krak des Chevaliers và Qal'at Salah El-Din                                     | Văn hóa     | 1229                         |
| Tanzania          | Khu nghệ thuật đá Kondoa                                                       | Văn hóa     | 1183                         |
| Anh Quốc · ( Anh) | Cảnh quan vùng mỏ Cornwall và Tây Devon                                        | Văn hóa     | 1215                         |

## 2005 (kỳ họp 29)
24 di sản (17 văn hóa, 7 thiên nhiên)
Tại:  Nam Phi
| Quốc gia                                                                                            | Di sản                                                              | Thể loại    | Số liệu tham khảo của UNESCO |
| --------------------------------------------------------------------------------------------------- | ------------------------------------------------------------------- | ----------- | ---------------------------- |
| Albania                                                                                             | Trung tâm lịch sử của Berat và Gjirokastra                          | Văn hóa     | 569                          |
| Bahrain                                                                                             | Qal'at al-Bahrain – thương cảng cổ và thủ đô của Dilmun (F)         | Văn hóa     | 1192                         |
| Belarus                                                                                             | Kiến trúc, khu dân cư và văn hóa của Gia đình Radziwill tại Nesvizh | Văn hóa     | 1196                         |
| Belarus · Estonia · Phần Lan · Latvia · Lithuania · Moldova (F) · Na Uy · Nga · Thụy Điển · Ukraina | Vòng cung trắc đạc Struve                                           | Văn hóa     | 1187                         |
| Bỉ                                                                                                  | Tổ hợp Bảo tàng, xưởng làm việc và nhà Plantin-Moretus              | Văn hóa     | 1185                         |
| Bosna và Hercegovina                                                                                | Khu Cầu cổ của Thành phố cổ Mostar (F)                              | Văn hóa     | 946                          |
| Chile                                                                                               | Các xưởng diêm tiêu Humberstone và Santa Laura                      | Văn hóa     | 1178                         |
| Trung Quốc                                                                                          | Khu lịch sử Ma Cao                                                  | Văn hóa     | 1110                         |
| Cuba                                                                                                | Trung tâm đô thị lịch sử Cienfuegos                                 | Văn hóa     | 1202                         |
| Ai Cập                                                                                              | Wadi Al-Hitan (Thung lũng Cá voi)                                   | Thiên nhiên | 1186                         |
| Pháp                                                                                                | Le Havre, thành phố xây dựng lại bởi Auguste Perret                 | Văn hóa     | 1181                         |
| Iran                                                                                                | Soltaniyeh                                                          | Văn hóa     | 1188                         |
| Israel                                                                                              | Kinh thánh Tels – Megiddo, Hazor, Beer Sheba                        | Văn hóa     | 1108                         |
| Israel                                                                                              | Con đường hương liệu - Các thành phố vùng hoang mạc Negev           | Văn hóa     | 1107                         |
| Ý                                                                                                   | Siracusa và Necropolis của Pantalica                                | Văn hóa     | 1200                         |
| Nhật Bản                                                                                            | Vườn quốc gia Shiretoko                                             | Thiên nhiên | 1193                         |
| México                                                                                              | Các đảo và khu vực bảo vệ của vịnh California                       | Thiên nhiên | 1182                         |
| Nigeria                                                                                             | Rừng thiêng Osun-Osogbo                                             | Văn hóa     | 1118                         |
| Na Uy                                                                                               | Các vịnh hẹp Tây Na Uy – Geirangerfjord và Nærøyfjord               | Thiên nhiên | 1195                         |
| Nga                                                                                                 | Trung tâm lịch sử của thành phố Yaroslavl                           | Văn hóa     | 1170                         |
| Nam Phi                                                                                             | Mái vòm Vredefort                                                   | Thiên nhiên | 1162                         |
| Thái Lan                                                                                            | Tổ hợp rừng Dong Phayayen-Khao Yai                                  | Thiên nhiên | 590                          |
| Turkmenistan                                                                                        | Kunya-Urgench                                                       | Văn hóa     | 1199                         |

## 2004 (kỳ họp 28)
34 di sản (29 văn hóa, 5 thiên nhiên)
Tại:  Trung Quốc
| Quốc gia                                               | Di sản                                                                | Thể loại    | Số liệu tham khảo của UNESCO |
| ------------------------------------------------------ | --------------------------------------------------------------------- | ----------- | ---------------------------- |
| Andorra                                                | Thung lũng Madriu-Claror-Perafita (F)                                 | Văn hóa     | 1160                         |
| Úc                                                     | Cung triển lãm Hoàng gia và Vườn Carlton                              | Văn hóa     | 1131                         |
| Trung Quốc                                             | Kinh thành và lăng mộ Cao Câu Ly                                      | Văn hóa     | 1135                         |
| Đan Mạch                                               | Vịnh băng Ilulissat                                                   | Thiên nhiên | 1149                         |
| Đức                                                    | Thung lũng Elbe ở Dresden                                             | Văn hóa     | 1156                         |
| Đức                                                    | Tòa đô chính và Tượng Roland tại Bremen                               | Văn hóa     | 1087                         |
| Đức · Ba Lan                                           | Công viên Muskau / Mużakowski                                         | Văn hóa     | 1127                         |
| Iceland                                                | Vườn quốc gia Þingvellir (F)                                          | Văn hóa     | 1152                         |
| Ấn Độ                                                  | Công viên khảo cổ Champaner-Pavagadh                                  | Văn hóa     | 1101                         |
| Ấn Độ                                                  | Nhà ga xe lửa Chhatrapati Shivaji Terminus (tên cũ Victoria Terminus) | Văn hóa     | 945                          |
| Indonesia                                              | Di sản rừng nhiệt đới ở Sumatra                                       | Thiên nhiên | 1167                         |
| Iran                                                   | Bam và cảnh quan văn hóa của nó                                       | Văn hóa     | 1208                         |
| Iran                                                   | Pasargadae                                                            | Văn hóa     | 1106                         |
| Ý                                                      | Necropolis của người Etrusca ở Cerveteri và Tarquinia                 | Văn hóa     | 1158                         |
| Ý                                                      | Val d'Orcia                                                           | Văn hóa     | 1026                         |
| Nhật Bản                                               | Thánh địa và đường hành hương vùng núi Kii                            | Văn hóa     | 1142                         |
| Jordan                                                 | Um er-Rasas (Kastrom Mefa'a)                                          | Văn hóa     | 1093                         |
| Kazakhstan                                             | Tranh đá và Cảnh quan khảo cổ học Tamgaly                             | Văn hóa     | 1145                         |
| Litva                                                  | Địa điểm khảo cổ Kernavė (Khu bảo tồn văn hóa Kernavė)                | Văn hóa     | 1137                         |
| Mali                                                   | Lăng mộ Askia                                                         | Văn hóa     | 1139                         |
| México                                                 | Nhà và xưởng Luis Barragán                                            | Văn hóa     | 1136                         |
| Mông Cổ                                                | Cảnh quan văn hóa Thung lũng Orkhon                                   | Văn hóa     | 1081                         |
| Maroc                                                  | Thành phố Bồ Đào Nha Mazagan (El Jadida)                              | Văn hóa     | 1058                         |
| CHDCND Triều Tiên                                      | Quần thể lăng mộ Cao Câu Ly (F)                                       | Văn hóa     | 1091                         |
| Na Uy                                                  | Vegaøyan – Quần đảo Vega                                              | Văn hóa     | 1143                         |
| Bồ Đào Nha                                             | Cảnh quan văn hóa thắng cảnh trồng nho trên đảo Pico                  | Văn hóa     | 1117                         |
| Nga                                                    | Quần thể tu viện Novodevichy                                          | Văn hóa     | 1097                         |
| Nga                                                    | Hệ thống tự nhiên của khu bảo tồn đảo Wrangel                         | Thiên nhiên | 1023                         |
| Saint Lucia                                            | Khu hành chính Pitons (F)                                             | Thiên nhiên | 1161                         |
| ( Serbia and Montenegro Serbia và Montenegro) · Serbia | Các đài kỉ niệm thời trung cổ ở Kosovo                                | Văn hóa     | 724                          |
| Nam Phi                                                | Khu bảo tồn hoa mũi Hảo Vọng                                          | Thiên nhiên | 1007                         |
| Thụy Điển                                              | Trạm phát vô tuyến Grimeton, Varberg                                  | Văn hóa     | 1134                         |
| Togo                                                   | Koutammakou, vùng đất Batammariba (F)                                 | Văn hóa     | 1140                         |
| Anh Quốc · ( Anh)                                      | Liverpool – Thành phố thương mại biển                                 | Văn hóa     | 1150                         |

## 2003 (kỳ họp 27)
24 di sản (19 văn hóa, 5 thiên nhiên)
Tại:  Pháp
| Quốc gia          | Di sản                                                           | Thể loại    | Số liệu tham khảo của UNESCO |
| ----------------- | ---------------------------------------------------------------- | ----------- | ---------------------------- |
| Afghanistan       | Cảnh quan văn hóa và Phế tích khảo cổ học tại Thung lũng Bamiyan | Văn hóa     | 208                          |
| Argentina         | Quebrada de Humahuaca                                            | Văn hóa     | 1116                         |
| Úc                | Vườn quốc gia Purnululu                                          | Thiên nhiên | 1094                         |
| Chile             | Một phần lịch sử của thành phố cảng Valparaíso                   | Văn hóa     | 959                          |
| Trung Quốc        | Khu bảo tồn Tam Giang Tịnh Lưu ở Vân Nam                         | Thiên nhiên | 1083                         |
| Cộng hòa Séc      | Phố Do Thái và Vương cung thánh đường Thánh Procopius tại Třebíč | Văn hóa     | 993                          |
| Gambia            | Đảo Kunta Kinteh và các địa điểm liên quan (F)                   | Văn hóa     | 761                          |
| Ấn Độ             | Các khu cư trú trong núi đá Bhimbetka                            | Văn hóa     | 925                          |
| Iran              | Takht-e Soleyman                                                 | Văn hóa     | 1077                         |
| Iraq              | Ashur (Qal'at Sherqat)                                           | Văn hóa     | 1130                         |
| Israel            | Thành phố Trắng của Tel-Aviv – Phong trào Hiện đại               | Văn hóa     | 1096                         |
| Ý                 | Sacri Monti (Các núi thiêng) của Piedmont và Lombardy            | Văn hóa     | 1068                         |
| Ý · Thụy Sĩ       | Monte San Giorgio                                                | Thiên nhiên | 1090                         |
| Kazakhstan        | Lăng mộ Khoja Ahmed Yasavi (F)                                   | Văn hóa     | 1103                         |
| México            | Trụ sở hội truyền giáo dòng Phanxicô ở Sierra Gorda              | Văn hóa     | 1079                         |
| Mông Cổ (F) · Nga | Lưu vực Uvs Nuur                                                 | Thiên nhiên | 769                          |
| Ba Lan            | Các nhà thờ bằng gỗ ở nam Małopolska                             | Văn hóa     | 1053                         |
| Nga               | Pháo đài, Thành cổ và công sự của Derbent                        | Văn hóa     | 1070                         |
| Nam Phi           | Cảnh quan văn hóa Mapungubwe                                     | Văn hóa     | 1099                         |
| Tây Ban Nha       | Các công trình Phục Hưng của Úbeda và Baeza                      | Văn hóa     | 522                          |
| Sudan             | Gebel Barkal và khu vực khảo cổ vùng Napatan (F)                 | Văn hóa     | 1073                         |
| Anh Quốc · ( Anh) | Vườn thực vật hoàng gia Kew                                      | Văn hóa     | 1084                         |
| Việt Nam          | Vườn quốc gia Phong Nha - Kẻ Bàng                                | Thiên nhiên | 951                          |
| Zimbabwe          | Các đồi Matobo                                                   | Văn hóa     | 306                          |

## 2002 (kỳ họp 26)
9 di sản (8 văn hóa, 1 hỗn hợp)
Tại:  Hungary
| Quốc gia    | Di sản                                                                       | Thể loại | Số liệu tham khảo của UNESCO |
| ----------- | ---------------------------------------------------------------------------- | -------- | ---------------------------- |
| Afghanistan | Tháp giáo đường và kiến trúc còn lại ở Jam (F)                               | Văn hóa  | 211                          |
| Ai Cập      | Tu viện Thánh Catarina                                                       | Văn hóa  | 954                          |
| Đức         | Trung tâm lịch sử của Stralsund và Wismar                                    | Văn hóa  | 1067                         |
| Đức         | Thung lũng trung lưu thượng sông Rhein                                       | Văn hóa  | 1066                         |
| Hungary     | Cảnh quan Văn hóa Lịch sử vùng rượu Tokaj                                    | Văn hóa  | 1063                         |
| Ấn Độ       | Quần thể đền đài Mahabodhi tại Bodh Gaya                                     | Văn hóa  | 1056                         |
| Ý           | Thị trấn Baroque muộn Val di Noto (Đông Nam Sicilia)                         | Văn hóa  | 1024                         |
| Mexico      | Thành phổ cổ của người Maya và Các khu rừng nhiệt đới của Calakmul, Campeche | Hỗn hợp  | 1061                         |
| Suriname    | Lịch sử bên trong thành phố Paramaribo                                       | Văn hóa  | 940                          |

## 2001 (kỳ họp 25)
31 di sản (25 văn hóa, 6 thiên nhiên)
Tại:  Phần Lan
| Quốc gia       | Di sản                                                                          | Thể loại    | Số liệu tham khảo của UNESCO |
| -------------- | ------------------------------------------------------------------------------- | ----------- | ---------------------------- |
| Áo             | Trung tâm lịch sử Viên                                                          | Văn hóa     | 1033                         |
| Áo · Hungary   | Cảnh quan văn hóa Fertö / Neusiedlersee                                         | Văn hóa     | 772                          |
| Botswana       | Tsodilo (F)                                                                     | Văn hóa     | 1021                         |
| Brazil         | Các đảo trên Đại Tây Dương: khu bảo tồn Fernando de Noronha và đảo san hô Rocas | Thiên nhiên | 1000                         |
| Brazil         | Khu vực bảo vệ Cerrado: Chapada dos Veadeiros và Vườn quốc gia Emas             | Thiên nhiên | 1035                         |
| Brazil         | Trung tâm lịch sử Thị trấn Goiás                                                | Văn hóa     | 993                          |
| Trung Quốc     | Hang đá Vân Cương                                                               | Văn hóa     | 1039                         |
| Cuba           | Vườn quốc gia Alejandro de Humboldt                                             | Thiên nhiên | 839                          |
| Cộng hòa Séc   | Biệt thự Tugendhat ở Brno                                                       | Văn hóa     | 1052                         |
| Pháp           | Provins: Thành phố Hội chợ thời Trung cổ                                        | Văn hóa     | 873                          |
| Đức            | Tổ hợp công nghiệp khai thác than Zollverein tại Essen                          | Văn hóa     | 975                          |
| Israel         | Masada (F)                                                                      | Văn hóa     | 1040                         |
| Israel         | Thành Cổ Akko                                                                   | Văn hóa     | 1042                         |
| Ý              | Villa d'Este, Tivoli                                                            | Văn hóa     | 1025                         |
| Kenya          | Thị trấn cổ Lamu                                                                | Văn hóa     | 1055                         |
| Lào            | Wat Phou và các khu định cư cổ nằm trong Cảnh quan văn hóa Champasak            | Văn hóa     | 481                          |
| Madagascar     | Đồi Hoàng gia Ambohimanga                                                       | Văn hóa     | 950                          |
| Maroc          | Medina của Essaouira (trước đây là Mogador)                                     | Văn hóa     | 753                          |
| Ba Lan         | Các nhà thờ Hòa bình tại Jawor và Świdnica                                      | Văn hóa     | 1054                         |
| Bồ Đào Nha     | Vùng rượu vang Alto Douro                                                       | Văn hóa     | 1046                         |
| Bồ Đào Nha     | Trung tâm lịch sử Guimarães                                                     | Văn hóa     | 1031                         |
| Nga            | Trung Sikhote-Alin                                                              | Thiên nhiên | 766                          |
| Tây Ban Nha    | Cảnh quan văn hóa Aranjuez                                                      | Văn hóa     | 1044                         |
| Thụy Điển      | Khu vực khai thác của Núi Đồng Lớn tại Falun                                    | Văn hóa     | 1027                         |
| Thụy Sĩ        | Alpes Thụy Sĩ Jungfrau-Aletsch                                                  | Thiên nhiên | 1037                         |
| Uganda         | Lăng mộ Kasubi                                                                  | Văn hóa     | 1022                         |
| Vương quốc Anh | Các nhà máy ở thung lũng Derwent                                                | Văn hóa     | 1030                         |
| Vương quốc Anh | Bờ biển Dorset và Đông Devon                                                    | Thiên nhiên | 1029                         |
| Vương quốc Anh | New Lanark                                                                      | Văn hóa     | 429                          |
| Vương quốc Anh | Saltaire                                                                        | Văn hóa     | 1028                         |
| Uzbekistan     | Samarkand – Ngã giao văn hóa                                                    | Văn hóa     | 603                          |

## 2000 (kỳ họp 24)
61 di sản (50 văn hóa, 10 thiên nhiên, 1 hỗn hợp)
Tại:  Úc
| Quốc gia                        | Di sản                                                                          | Thể loại    | Số liệu tham khảo của UNESCO |
| ------------------------------- | ------------------------------------------------------------------------------- | ----------- | ---------------------------- |
| Argentina                       | Ischigualasto và Vườn quốc gia Talampaya                                        | Thiên nhiên | 966                          |
| Argentina                       | Ô đất và Nơi cư trú dòng Tên tại Córdoba                                        | Văn hóa     | 995                          |
| Armenia                         | Nhà thờ chính tòa và các nhà thờ Echmiatsin và địa điểm khảo cổ Zvartnots       | Văn hóa     | 1011                         |
| Armenia                         | Tu viện Geghard và Thung lũng Thượng Azat                                       | Văn hóa     | 960                          |
| Úc                              | Khu vực dãy núi Greater Blue                                                    | Thiên nhiên | 917                          |
| Áo                              | Cảnh quan văn hóa Wachau                                                        | Văn hóa     | 970                          |
| Azerbaijan                      | Tường thành của Baku với cung điện của Shirvanshah và tháp Maiden (F)           | Văn hóa     | 958                          |
| Belarus                         | Quần thể lâu đài Mir                                                            | Văn hóa     | 625                          |
| Bỉ                              | Trung tâm lịch sử Brugge                                                        | Văn hóa     | 996                          |
| Bỉ                              | Các ngôi nhà lớn của nhà thiết kế Victor Horta, Bruxelles                       | Văn hóa     | 1005                         |
| Bỉ                              | Các mỏ đá lửa thời đại đồ đá mới ở Spiennes (Mons)                              | Văn hóa     | 1006                         |
| Bỉ                              | Nhà thờ Đức Mẹ ở Tournai                                                        | Văn hóa     | 1009                         |
| Bolivia                         | Vườn quốc gia Noel Kempff Mercado                                               | Thiên nhiên | 967                          |
| Bolivia                         | Tiwanaku: Trung tâm chính trị và tâm linh của văn hóa Tiwanaku                  | Văn hóa     | 567                          |
| Brazil                          | Tổ hợp bảo tồn trung tâm Amazon                                                 | Thiên nhiên | 998                          |
| Brazil                          | Khu bảo tồn Pantanal                                                            | Thiên nhiên | 999                          |
| Chile                           | Nhà thờ Chiloé                                                                  | Văn hóa     | 971                          |
| Trung Quốc                      | Các làng cổ Nam An Huy – Tây Đệ và Hoành thôn                                   | Văn hóa     | 1002                         |
| Trung Quốc                      | Lăng tẩm hoàng gia Minh – Thanh                                                 | Văn hóa     | 1004                         |
| Trung Quốc                      | Hang đá Long Môn                                                                | Văn hóa     | 1003                         |
| Trung Quốc                      | Núi Thanh Thành và Hệ thống thủy lợi Đô Giang Yển                               | Văn hóa     | 1001                         |
| Croatia                         | Nhà thờ chính tòa Thánh Jacob ở Šibenik                                         | Văn hóa     | 963                          |
| Cuba                            | Thắng cảnh khảo cổ nơi trồng cà phê đầu tiên ở vùng đông nam Cuba               | Văn hóa     | 1008                         |
| Cộng hòa Séc                    | Cột Chúa Ba Ngôi ở Olomouc                                                      | Văn hóa     | 859                          |
| Đan Mạch                        | Lâu đài Kronborg                                                                | Văn hóa     | 696                          |
| Phần Lan · Thụy Điển            | Bờ Biển Cao / Quần đảo Kvarken                                                  | Thiên nhiên | 898                          |
| Pháp                            | Thung lũng Loire giữa Sully-sur-Loire và Chalonnes                              | Văn hóa     | 933                          |
| Đức                             | Vương quốc vườn Dessau-Wörlitz                                                  | Văn hóa     | 534                          |
| Đức                             | Đảo Tu viện ở Reichenau                                                         | Văn hóa     | 974                          |
| Hungary                         | Necropolis tiền Kitô của Pécs (Sopianae)                                        | Văn hóa     | 853                          |
| Ý                               | Assisi, Vương cung thánh đường Thánh Phanxicô và các địa điểm liên quan khác    | Văn hóa     | 990                          |
| Ý                               | Thành phố Verona                                                                | Văn hóa     | 797                          |
| Ý                               | Isole Eolie (Đảo Eolie)                                                         | Thiên nhiên | 908                          |
| Nhật Bản                        | Các di chỉ Gusuku và di sản liên quan của Vương quốc Lưu Cầu                    | Văn hóa     | 972                          |
| Lesotho (F) · Nam Phi           | Công viên Maloti-Drakensberg                                                    | Hỗn hợp     | 985                          |
| Litva · Nga                     | Mũi đất Kursh                                                                   | Văn hóa     | 994                          |
| Malaysia                        | Vườn quốc gia Gunung Mulu                                                       | Thiên nhiên | 1013                         |
| Malaysia                        | Công viên Kinabalu (F)                                                          | Thiên nhiên | 1012                         |
| Hà Lan                          | Rietveld Schröderhuis (Nhà Rietveld Schröder)                                   | Văn hóa     | 965                          |
| Nicaragua                       | Tàn tích của León Viejo (F)                                                     | Văn hóa     | 613                          |
| Oman                            | Con đường hương liệu                                                            | Văn hóa     | 1010                         |
| Peru                            | Trung tâm lịch sử Thành phố Arequipa                                            | Văn hóa     | 1016                         |
| Nga                             | Quần thể Tu viện Ferapontov                                                     | Văn hóa     | 982                          |
| Nga                             | Tổ hợp kiến trúc và lịch sử của Kazan Kremlin                                   | Văn hóa     | 980                          |
| Sénégal                         | Đảo Saint-Louis                                                                 | Văn hóa     | 956                          |
| Slovakia                        | Khu bảo tồn thị trấn Bardejov                                                   | Văn hóa     | 973                          |
| Hàn Quốc                        | Khu mộ đá Gochang, Hwasun và Ganghwa                                            | Văn hóa     | 977                          |
| Hàn Quốc                        | Khu di tích lịch sử Gyeongju                                                    | Văn hóa     | 976                          |
| Tây Ban Nha                     | Quần thể khảo cổ học Tárraco                                                    | Văn hóa     | 875                          |
| Tây Ban Nha                     | Khu vực khảo cổ Atapuerca                                                       | Văn hóa     | 989                          |
| Tây Ban Nha                     | Các nhà thờ La Mã Catalan của Vall de Boí                                       | Văn hóa     | 988                          |
| Tây Ban Nha                     | Palmeral của Elche                                                              | Văn hóa     | 930                          |
| Tây Ban Nha                     | Tường thành La Mã ở Lugo                                                        | Văn hóa     | 987                          |
| Suriname                        | Khu bảo tồn tự nhiên Trung Suriname (F)                                         | Thiên nhiên | 1017                         |
| Thụy Điển                       | Cảnh quan nông nghiệp Nam Öland                                                 | Văn hóa     | 968                          |
| Thụy Sĩ                         | Ba lâu đài, Bức tường phòng thủ và thành lũy của thị trấn thương mại Bellinzona | Văn hóa     | 884                          |
| Tanzania                        | Thị trấn Đá Zanzibar                                                            | Văn hóa     | 173                          |
| Vương quốc Anh                  | Cảnh quan Công nghiệp Blaenavon                                                 | Văn hóa     | 984                          |
| Vương quốc Anh · ( Bermuda) (F) | Thị trấn lịch sử St. George's và các thành lũy liên quan, Bermuda               | Văn hóa     | 983                          |
| Uzbekistan                      | Trung tâm lịch sử Shakhrisyabz                                                  | Văn hóa     | 885                          |
| Venezuela                       | Ciudad Universitaria de Caracas                                                 | Văn hóa     | 986                          |

## 1999 (kỳ họp 23)
48 di sản (35 văn hóa, 11 thiên nhiên, 2 hỗn hợp)
Tại:  Maroc
| Quốc gia             | Di sản | Thể loại    | Số liệu tham khảo của UNESCO |
| -------------------- | --- | ----------- | ---------------------------- |
| Argentina            | Cueva de las Manos, Río Pinturas                                                                               | Văn hóa     | 936                          |
| Argentina            | Bán đảo Valdés                                                                                                 | Thiên nhiên | 937                          |
| Áo                   | Thành phố Graz – Trung tâm lịch sử và Cung điện Eggenberg                                                      | Văn hóa     | 931                          |
| Bỉ · Pháp            | Các tháp chuông của Bỉ và Pháp                                                                                 | Văn hóa     | 943                          |
| Brazil               | Các khu dự trữ sinh quyển Đại Tây Dương ở Paraná và São Paulo                                                  | Thiên nhiên | 893                          |
| Brazil               | Các rừng nhiệt đới bờ biển Đại Tây Dương                                                                       | Thiên nhiên | 892                          |
| Brazil               | Trung tâm lịch sử của Thị trấn Diamantina                                                                      | Văn hóa     | 890                          |
| Canada               | Vườn quốc gia Miguasha                                                                                         | Thiên nhiên | 686                          |
| Trung Quốc           | Tượng khắc đá Đại Túc                                                                                          | Văn hóa     | 912                          |
| Trung Quốc           | Dãy núi Vũ Di                                                                                                  | Hỗn hợp     | 911                          |
| Costa Rica           | Khu bảo tồn Guanacaste                                                                                         | Thiên nhiên | 928                          |
| Cuba                 | Vườn quốc gia Desembarco del Granma                                                                            | Thiên nhiên | 889                          |
| Cuba                 | Thung lũng Viñales                                                                                             | Văn hóa     | 840                          |
| Cộng hòa Séc         | Lâu đài Litomyšl                                                                                               | Văn hóa     | 901                          |
| Ecuador              | Trung tâm lịch sử Santa Ana de los Ríos de Cuenca                                                              | Văn hóa     | 863                          |
| Phần Lan             | Địa điểm chôn cất thời đại đồ đồng của Sammallahdenmäki                                                        | Văn hóa     | 579                          |
| Pháp                 | Vùng trồng nho Saint-Émilion                                                                                   | Văn hóa     | 932                          |
| Đức                  | Museumsinsel (Đảo Bảo tàng), Berlin                                                                            | Văn hóa     | 896                          |
| Đức                  | Lâu đài Wartburg                                                                                               | Văn hóa     | 897                          |
| Hy Lạp               | Di chỉ khảo cổ Mycenae và Tiryns                                                                               | Văn hóa     | 941                          |
| Hy Lạp               | Trung tâm lịch sử (Chorá) cùng với Tu viện Thánh Gioan, Nhà thần học và Hang Khải Huyền trên đảo Pátmos        | Văn hóa     | 942                          |
| Hungary              | Vườn quốc gia Hortobágy - Puszta                                                                               | Văn hóa     | 474                          |
| Ấn Độ                | Hệ thống đường sắt trên núi của Ấn Độ                                                                          | Văn hóa     | 944                          |
| Indonesia            | Vườn quốc gia Lorentz                                                                                          | Thiên nhiên | 955                          |
| Ý                    | Villa Adriana (Tivoli)                                                                                         | Văn hóa     | 907                          |
| Nhật Bản             | Đền chùa Nikkō                                                                                                 | Văn hóa     | 913                          |
| México               | Khu vực di tích khảo cổ học của Xochicalco                                                                     | Văn hóa     | 939                          |
| México               | Thị trấn lịch sử Campeche                                                                                      | Văn hóa     | 895                          |
| Hà Lan               | Droogmakerij de Beemster (Beemster Polder)                                                                     | Văn hóa     | 899                          |
| Nigeria              | Cảnh quan văn hóa Sukur (F)                                                                                    | Văn hóa     | 938                          |
| Philippines          | Thành phố lịch sử Vigan                                                                                        | Văn hóa     | 502                          |
| Philippines          | Vườn quốc gia sông ngầm Puerto Princesa                                                                        | Thiên nhiên | 652                          |
| Ba Lan               | Kalwaria Zebrzydowska: Quần thể công viên cảnh quan và kiến trúc trường phái kiểu cách và công viên hành hương | Văn hóa     | 905                          |
| Bồ Đào Nha           | Rừng nguyệt quế của Madeira                                                                                    | Thiên nhiên | 934                          |
| Romania              | Pháo đài của người Dacia trên dãy núi Orăștie                                                                  | Văn hóa     | 906                          |
| Romania              | Trung tâm lịch sử Sighişoara                                                                                   | Văn hóa     | 902                          |
| Romania              | Nhà thờ gỗ ở Maramureş                                                                                         | Văn hóa     | 904                          |
| Nga                  | Tây Kavkaz | Thiên nhiên | 900                          |
| Saint Kitts và Nevis | Vườn quốc gia pháo đài đồi Brimstone (F)                                                                       | Văn hóa     | 910                          |
| Nam Phi              | Các địa điểm hóa thạch người ở Nam Phi                                                                         | Văn hóa     | 915                          |
| Nam Phi              | Công viên ngập nước iSimangaliso                                                                               | Thiên nhiên | 914                          |
| Nam Phi              | Đảo Robben (F)                                                                                                 | Văn hóa     | 916                          |
| Tây Ban Nha          | Khu đa dạng sinh học và văn hóa Ibiza                                                                          | Hỗn hợp     | 417                          |
| Tây Ban Nha          | San Cristóbal de La Laguna                                                                                     | Văn hóa     | 929                          |
| Turkmenistan         | Công viên Văn hóa và Lịch sử Quốc gia 'Merv cổ' (F)                                                            | Văn hóa     | 886                          |
| Vương quốc Anh       | Di chỉ thời đồ đá mới ở Orkney                                                                                 | Văn hóa     | 514                          |
| Việt Nam             | Phố cổ Hội An                                                                                                  | Văn hóa     | 948                          |
| Việt Nam             | Thánh địa Mỹ Sơn                                                                                               | Văn hóa     | 949                          |

## 1998 (kỳ họp 22)
30 di sản (27 văn hóa, 3 thiên nhiên)
Tại:  Nhật Bản
| Quốc gia                 | Di sản | Thể loại    | Số liệu tham khảo của UNESCO |
| ------------------------ | --- | ----------- | ---------------------------- |
| Áo                       | Tuyến đường sắt Semmering                                                                                 | Văn hóa     | 785                          |
| Bỉ                       | Các tu viện béguinage xứ Flanders                                                                         | Văn hóa     | 855                          |
| Bỉ                       | Quảng trường Lớn, Bruxelles (F)                                                                           | Văn hóa     | 857                          |
| Bỉ                       | Bốn Âu tàu của Kênh đào Trung tâm và các vùng phụ cận, La Louvière và Le Rœulx                            | Văn hóa     | 856                          |
| Bolivia                  | Fuerte de Samaipata                                                                                       | Văn hóa     | 883                          |
| Trung Quốc               | Di Hòa viên, một khu vườn hoàng gia tại Bắc Kinh                                                          | Văn hóa     | 880                          |
| Trung Quốc               | Thiên Đàn: một bàn thờ tế lễ hoàng gia tại Bắc Kinh                                                       | Văn hóa     | 881                          |
| Cộng hòa Síp             | Choirokoitia                                                                                              | Văn hóa     | 848                          |
| Cộng hòa Séc             | Các khu vườn và lâu đài tại Kroměříž                                                                      | Văn hóa     | 860                          |
| Cộng hòa Séc             | Khu bảo tồn làng lịch sử Holašovice                                                                       | Văn hóa     | 861                          |
| Pháp                     | Di tích lịch sử ở Lyon                                                                                    | Văn hóa     | 872                          |
| Pháp                     | Đường hành hương Santiago de Compostela ở Pháp                                                            | Văn hóa     | 868                          |
| Đức                      | Weimar cổ điển                                                                                            | Văn hóa     | 846                          |
| Ý                        | Khu vực khảo cổ và Nhà thờ Tộc trưởng Aquileia                                                            | Văn hóa     | 825                          |
| Ý                        | Vườn quốc gia Cilento và Vallo di Diano có các di tích khảo cổ của Paestum và Velia, và Certosa di Padula | Văn hóa     | 842                          |
| Ý                        | Trung tâm lịch sử Urbino                                                                                  | Văn hóa     | 828                          |
| Nhật Bản                 | Di tích Lịch sử của Nara cổ                                                                               | Văn hóa     | 870                          |
| Liban                    | Ouadi Qadisha (Thung lũng Thánh) và Rừng tuyết tùng của Chúa (Horsh Arz el-Rab)                           | Văn hóa     | 850                          |
| México                   | Khu vực khảo cổ Paquimé, Casas Grandes                                                                    | Văn hóa     | 560                          |
| México                   | Khu vực lịch sử Tlacotalpan                                                                               | Văn hóa     | 862                          |
| Hà Lan                   | Ir.D.F. Woudagemaal (Trạm bơm bằng hơi nước D.F.Woudagemaal)                                              | Văn hóa     | 867                          |
| New Zealand              | Các hòn đảo nằm gần Nam Cực của New Zealand                                                               | Thiên nhiên | 877                          |
| Bồ Đào Nha · Tây Ban Nha | Các địa điểm nghệ thuật đá thời tiền sử trong Thung lũng Côa và Siega Verde                               | Văn hóa     | 866                          |
| Nga                      | Các ngọn núi vàng của dãy Altay                                                                           | Thiên nhiên | 768                          |
| Quần đảo Solomon         | Đông Rennell (F)                                                                                          | Thiên nhiên | 854                          |
| Tây Ban Nha              | Nghệ thuật khắc đá khu vực Địa Trung Hải trên bán đảo Iberia                                              | Văn hóa     | 874                          |
| Tây Ban Nha              | Đại học và Khu vực Lịch sử của Alcalá de Henares                                                          | Văn hóa     | 876                          |
| Thụy Điển                | Cảng Hải quân Karlskrona                                                                                  | Văn hóa     | 871                          |
| Thổ Nhĩ Kỳ               | Địa điểm khảo cổ Troia                                                                                    | Văn hóa     | 849                          |
| Ukraina                  | L'viv – Quần thể trung tâm lịch sử                                                                        | Văn hóa     | 865                          |

## 1997 (kỳ họp 21)
46 di sản (38 văn hóa, 7 thiên nhiên, 1 hỗn hợp)
Tại:  Ý
| Quốc gia                | Di sản                                                                          | Thể loại    | Số liệu tham khảo của UNESCO |
| ----------------------- | ------------------------------------------------------------------------------- | ----------- | ---------------------------- |
| Úc                      | Đảo Heard và Quần đảo McDonald                                                  | Thiên nhiên | 577                          |
| Úc                      | Đảo Macquarie                                                                   | Thiên nhiên | 629                          |
| Áo                      | Hallstatt-Dachstein / Cảnh quan văn hóa Salzkammergut                           | Văn hóa     | 806                          |
| Bangladesh              | Sundarbans                                                                      | Thiên nhiên | 798                          |
| Brazil                  | Trung tâm lịch sử São Luís                                                      | Văn hóa     | 821                          |
| Trung Quốc              | Thành cổ Bình Dao                                                               | Văn hóa     | 812                          |
| Trung Quốc              | Tô Châu Viên Lâm                                                                | Văn hóa     | 813                          |
| Trung Quốc              | Thành cổ Lệ Giang                                                               | Văn hóa     | 811                          |
| Costa Rica              | Vườn quốc gia Đảo Cocos                                                         | Thiên nhiên | 820                          |
| Croatia                 | Quần thể Giám mục Vương cung thánh đường Euphrasian tại Trung tâm lịch sử Poreč | Văn hóa     | 809                          |
| Croatia                 | Thành phố Cổ Trogir                                                             | Văn hóa     | 810                          |
| Cuba                    | Lâu đài San Pedro de la Roca                                                    | Văn hóa     | 841                          |
| Dominica                | Vườn quốc gia Morne Trois Pitons (F)                                            | Thiên nhiên | 814                          |
| Estonia                 | Trung tâm lịch sử (Thị trấn Cổ) Tallinn (F)                                     | Văn hóa     | 822                          |
| Pháp                    | Thành phố lịch sử Carcassonne                                                   | Văn hóa     | 345                          |
| Pháp · Tây Ban Nha      | Pyrénées-Mont Perdu                                                             | Hỗn hợp     | 773                          |
| Ý                       | Dinh Vương thất Caserta, Cầu máng Vanvitelli và Quần thể khu San Leucio         | Văn hóa     | 549                          |
| Ý                       | Khu vực khảo cổ Agrigento                                                       | Văn hóa     | 831                          |
| Ý                       | Khu vực khảo cổ Pompei, Herculaneum và Torre Annunziata                         | Văn hóa     | 829                          |
| Ý                       | Vườn bách thảo Padova                                                           | Văn hóa     | 824                          |
| Ý                       | Nhà thờ chính tòa, Torre Cívica và Piazza Grande tại Modena                     | Văn hóa     | 827                          |
| Ý                       | Bờ biển Amalfi                                                                  | Văn hóa     | 830                          |
| Ý                       | Portovenere, Cinque Terre, và các đảo (Palmaria, Tino và Tinetto)               | Văn hóa     | 826                          |
| Ý                       | Các dinh thự của hoàng tộc Savoia                                               | Văn hóa     | 823                          |
| Ý                       | Su Nuraxi di Barumini                                                           | Văn hóa     | 833                          |
| Ý                       | Villa Romana del Casale                                                         | Văn hóa     | 832                          |
| Kenya                   | Các Vườn quốc gia Hồ Turkana                                                    | Thiên nhiên | 801                          |
| Kenya                   | Vườn quốc gia/Rừng tự nhiên Núi Kenya (F)                                       | Thiên nhiên | 800                          |
| Latvia                  | Trung tâm lịch sử Riga (F)                                                      | Văn hóa     | 852                          |
| Mexico                  | Hospicio Cabañas ở Guadalajara                                                  | Văn hóa     | 815                          |
| Maroc                   | Địa điểm khảo cổ Volubilis                                                      | Văn hóa     | 836                          |
| Maroc                   | Medina của Tétouan (tên cũ Titawin)                                             | Văn hóa     | 837                          |
| Nepal                   | Lumbini, nơi sinh Đức Phật                                                      | Văn hóa     | 666                          |
| Hà Lan                  | Hệ thống cối xay gió tại Kinderdijk-Elshout                                     | Văn hóa     | 818                          |
| Hà Lan · ( Curaçao) (F) | Khu vực lịch sử của Willemstad, nội thành và cảng, Curaçao                      | Văn hóa     | 819                          |
| Pakistan                | Pháo đài Rohtas                                                                 | Văn hóa     | 586                          |
| Panama                  | Địa điểm khảo cổ Panamá Viejo và Quận lịch sử của Panamá                        | Văn hóa     | 790                          |
| Ba Lan                  | Lâu đài của Chế độ Giéc manh tại Malbork                                        | Văn hóa     | 847                          |
| Ba Lan                  | Thị trấn thời Trung Cổ Toruń                                                    | Văn hóa     | 835                          |
| Hàn Quốc                | Tổ hợp Cung điện Changdeokgung                                                  | Văn hóa     | 816                          |
| Hàn Quốc                | Thành Hwaseong                                                                  | Văn hóa     | 817                          |
| Tây Ban Nha             | Las Médulas                                                                     | Văn hóa     | 803                          |
| Tây Ban Nha             | Cung Âm nhạc Catalan và Bệnh viện Sant Pau, Barcelona                           | Văn hóa     | 804                          |
| Tây Ban Nha             | Các tu viện San Millán Yuso và Suso                                             | Văn hóa     | 805                          |
| Tunisia                 | Dougga / Thugga                                                                 | Văn hóa     | 794                          |
| Vương quốc Anh          | Maritime Greenwich                                                              | Văn hóa     | 795                          |

## 1996 (kỳ họp 20)
37 di sản (30 văn hóa, 5 thiên nhiên, 2 hỗn hợp)
Tại:  Mexico
| Quốc gia                     | Di sản                                                                                    | Thể loại    | Số liệu tham khảo của UNESCO |
| ---------------------------- | ----------------------------------------------------------------------------------------- | ----------- | ---------------------------- |
| Armenia                      | Tu viện Haghpat và Tu viện Sanahin (F)                                                    | Văn hóa     | 777                          |
| Áo                           | Trung tâm lịch sử Thành phố Salzburg                                                      | Văn hóa     | 784                          |
| Áo                           | Dinh và Khu vườn Schönbrunn (F)                                                           | Văn hóa     | 786                          |
| Belize                       | Hệ thống bảo tồn Rạn san hô Belize Barrier (F)                                            | Thiên nhiên | 764                          |
| Benin · Burkina Faso · Niger | Khu quần thể W-Arly-Pendjari                                                              | Thiên nhiên | 749                          |
| Trung Quốc                   | Vườn quốc gia Lư Sơn                                                                      | Văn hóa     | 778                          |
| Trung Quốc                   | Khu phong cảnh Nga Mi Sơn, bao gồm khu phong cảnh Lạc Sơn Đại Phật                        | Hỗn hợp     | 779                          |
| Cộng hòa Séc                 | Cảnh quan văn hóa Lednice–Valtice                                                         | Văn hóa     | 763                          |
| ( Zaire) · DRC               | Khu bảo tồn động vật hoang dã Okapi                                                       | Thiên nhiên | 718                          |
| Phần Lan                     | Nhà máy sản xuất bột giấy và bìa Verla                                                    | Văn hóa     | 751                          |
| Pháp                         | Canal du Midi                                                                             | Văn hóa     | 770                          |
| Gruzia                       | Thượng Svaneti                                                                            | Văn hóa     | 709                          |
| Đức                          | Các tòa nhà của Bauhaus tại Weimar và Dessau                                              | Văn hóa     | 729                          |
| Đức                          | Nhà thờ chính tòa Köln                                                                    | Văn hóa     | 292                          |
| Đức                          | Các đài tưởng niệm Luther tại Eisleben và Wittenberg                                      | Văn hóa     | 783                          |
| Hy Lạp                       | Di chỉ khảo cổ Aigai (tên hiện đại là Vergina)                                            | Văn hóa     | 780                          |
| Hungary                      | Tu viện Dòng Thánh Biển Đức Thiên niên kỷ Pannonhalma và Cảnh quan thiên nhiên xung quanh | Văn hóa     | 758                          |
| Indonesia                    | Di chỉ người tiền sử Sangiran                                                             | Văn hóa     | 593                          |
| Ireland                      | Skellig Michael                                                                           | Văn hóa     | 757                          |
| Ý                            | Castel del Monte                                                                          | Văn hóa     | 398                          |
| Ý                            | Các tượng đài Kitô hữu tiên khởi ở Ravenna                                                | Văn hóa     | 788                          |
| Ý                            | Trung tâm lịch sử Thành phố Pienza                                                        | Văn hóa     | 789                          |
| Ý                            | Trulli của Alberobello                                                                    | Văn hóa     | 787                          |
| Nhật Bản                     | Khu tưởng niệm Hòa bình Hiroshima                                                         | Văn hóa     | 775                          |
| Nhật Bản                     | Đền thờ Thần đạo Itsukushima                                                              | Văn hóa     | 776                          |
| Mauritanie                   | Ksour Cổ đại của Ouadane, Chinguetti, Tichitt và Oualata                                  | Văn hóa     | 750                          |
| Mexico                       | Vùng tượng đài lịch sử Querétaro                                                          | Văn hóa     | 792                          |
| Mexico                       | Thị trấn Tiền Tây Ban Nha Uxmal                                                           | Văn hóa     | 791                          |
| Maroc                        | Thành phố Cổ của Meknes                                                                   | Văn hóa     | 793                          |
| Hà Lan                       | Tuyến phòng thủ dưới nước của Amsterdam                                                   | Văn hóa     | 759                          |
| Bồ Đào Nha                   | Trung tâm lịch sử Oporto, Cầu Luiz I và Tu viện Serra do Pilar                            | Văn hóa     | 755                          |
| Nga                          | Hồ Baikal                                                                                 | Thiên nhiên | 754                          |
| Nga                          | Các núi lửa của Kamchatka                                                                 | Thiên nhiên | 765                          |
| Tây Ban Nha                  | Thành lịch sử Cuenca                                                                      | Văn hóa     | 781                          |
| Tây Ban Nha                  | Llotja de la Seda                                                                         | Văn hóa     | 782                          |
| Thuỵ Điển                    | Thị trấn nhà thờ Gammelstad, Luleå                                                        | Văn hóa     | 762                          |
| Thuỵ Điển                    | Vùng đất Laponia                                                                          | Hỗn hợp     | 774                          |

## 1995 (kỳ họp 19)
29 di sản (23 văn hóa, 6 thiên nhiên)
Tại:  Đức
| Quốc gia                                 | Di sản | Thể loại    | Số liệu tham khảo của UNESCO |
| ---------------------------------------- | --- | ----------- | ---------------------------- |
| Canada                                   | Thị trấn Cổ Lunenburg                                                                                       | Văn hóa     | 741                          |
| Canada · Hoa Kỳ                          | Công viên hòa bình quốc tế Waterton-Glacier                                                                 | Thiên nhiên | 354                          |
| Chile                                    | Vườn quốc gia Rapa Nui (F)                                                                                  | Thiên nhiên | 715                          |
| Colombia                                 | Trung tâm lịch sử Santa Cruz de Mompox                                                                      | Văn hóa     | 742                          |
| Colombia                                 | Công viên khảo cổ quốc gia Tierradentro                                                                     | Văn hóa     | 743                          |
| Colombia                                 | Công viên khảo cổ San Agustín                                                                               | Văn hóa     | 744                          |
| Cộng hòa Séc                             | Kutná Hora: Trung tâm thành phố lịch sử với nhà thờ thánh Barbara và nhà thờ chính tòa Đức Bà tại Sedlec    | Văn hóa     | 732                          |
| Đan Mạch                                 | Nhà thờ chính tòa Roskilde                                                                                  | Văn hóa     | 695                          |
| Pháp                                     | Trung tâm lịch sử của Avignon: Cung điện của Giáo hoàng (Avignon), Tòa nhà Hội đồng giám mục và Cầu Avignon | Văn hóa     | 228                          |
| Đức                                      | Di chỉ hóa thạch Hố Messel                                                                                  | Thiên nhiên | 720                          |
| Hungary · Slovakia                       | Các động Aggtelek Karst và Slovak Karst                                                                     | Thiên nhiên | 725                          |
| Ý                                        | Crespi d'Adda                                                                                               | Văn hóa     | 730                          |
| Ý                                        | Ferrara, thành phố Phục hưng, và Đồng bằng châu thổ sông Pô của nó                                          | Văn hóa     | 733                          |
| Ý                                        | Trung tâm lịch sử Naples                                                                                    | Văn hóa     | 726                          |
| Ý                                        | Trung tâm lịch sử Siena                                                                                     | Văn hóa     | 717                          |
| Nhật Bản                                 | Làng lịch sử Shirakawa-go và Gokayama                                                                       | Văn hóa     | 734                          |
| Lào                                      | Thị trấn Cổ Luang Prabang (F)                                                                               | Văn hóa     | 479                          |
| Hà Lan                                   | Schokland và vùng phụ cận (F)                                                                               | Văn hóa     | 739                          |
| Philippines                              | Ruộng bậc thang vùng Cordillera, Philippines                                                                | Văn hóa     | 722                          |
| Bồ Đào Nha                               | Cảnh quan văn hóa Sintra                                                                                    | Văn hóa     | 723                          |
| Hàn Quốc                                 | Chùa Hải Ấn, nơi lưu giữ mộc bản Bát vạn đại tạng kinh                                                      | Văn hóa     | 737                          |
| Hàn Quốc                                 | Đền Jongmyo                                                                                                 | Văn hóa     | 738                          |
| Hàn Quốc                                 | Động Seokguram và đền Bulguksa (F)                                                                          | Văn hóa     | 736                          |
| Nga                                      | Rừng nguyên sinh Komi                                                                                       | Thiên nhiên | 719                          |
| Thuỵ Điển                                | Thị trấn của Liên minh Hanseatic tại Visby                                                                  | Văn hóa     | 731                          |
| Vương quốc Anh                           | Khu vực Phố Cổ và Phố Mới ở Edinburgh                                                                       | Văn hóa     | 728                          |
| Vương quốc Anh · ( Tristan da Cunha) (F) | đảo Gough và đảo Inaccessible                                                                               | Thiên nhiên | 740                          |
| Hoa Kỳ                                   | Vườn quốc gia Carlsbad Caverns                                                                              | Thiên nhiên | 721                          |
| Uruguay                                  | Khu phố lịch sử của thành phố Colonia del Sacramento (F)                                                    | Văn hóa     | 747                          |

## 1994 (kỳ họp 18)
29 di sản (21 văn hóa, 8 thiên nhiên)
Tại:  Thái Lan
| Quốc gia     | Di sản                                                                          | Thể loại    | Số liệu tham khảo của UNESCO |
| ------------ | ------------------------------------------------------------------------------- | ----------- | ---------------------------- |
| Úc           | Các di chỉ động vật hóa thạch có vú tại Úc: Naracoorte và Riversleigh           | Thiên nhiên | 698                          |
| Trung Quốc   | Tổ hợp công trình cổ tại núi Võ Đang                                            | Văn hóa     | 705                          |
| Trung Quốc   | Quần thể lịch sử của Cung điện Potala, Lhasa                                    | Văn hóa     | 707                          |
| Trung Quốc   | Tị Thử Sơn Trang và Ngoại Bát Miếu, Thừa Đức                                    | Văn hóa     | 703                          |
| Trung Quốc   | Đền thờ, nghĩa trang của Khổng Tử và Dinh thự của gia tộc họ Khổng tại Khúc Phụ | Văn hóa     | 704                          |
| Colombia     | Vườn quốc gia Los Katíos                                                        | Thiên nhiên | 711                          |
| Cộng hòa Séc | Nhà thờ thánh Gioan Nepomuk ở Zelená Hora                                       | Văn hóa     | 690                          |
| Đan Mạch     | Bia đá Jelling, bia đá chữ rune và Nhà thờ (F)                                  | Văn hóa     | 697                          |
| Phần Lan     | Nhà thờ cổ Petäjävesi                                                           | Văn hóa     | 584                          |
| Gruzia       | Tu viện Gelati (F)                                                              | Văn hóa     | 710                          |
| Gruzia       | Các di tích lịch sử của Mtskheta                                                | Văn hóa     | 708                          |
| Đức          | Đại học Nhà thờ, Lâu đài, và Phố cổ Quedlinburg                                 | Văn hóa     | 535                          |
| Đức          | Xưởng đúc đồ sắt Völklingen                                                     | Văn hóa     | 687                          |
| Ý            | Thành phố Vicenza và các biệt thự do Palladio thiết kế ở Veneto                 | Văn hóa     | 712                          |
| Nhật Bản     | Di tích lịch sử của cố đô Kyoto (Kyoto, Uji và Otsu)                            | Văn hóa     | 688                          |
| Litva        | Trung tâm lịch sử Vilnius (F)                                                   | Văn hóa     | 541                          |
| Luxembourg   | Thành phố Luxembourg: Phố cổ và khu công sự (F)                                 | Văn hóa     | 699                          |
| Mexico       | Các tu viện đầu thế kỷ 16 trên sườn núi Popocatépetl                            | Văn hóa     | 702                          |
| Oman         | Khu bảo tồn linh dương Ả Rập (bị hủy bỏ vào năm 2007)                           | Thiên nhiên | 654                          |
| Peru         | Những hình vẽ trên cao nguyên Nazca                                             | Văn hóa     | 700                          |
| Nga          | Nhà thờ Thăng Thiên Kolomenskoye                                                | Văn hóa     | 634                          |
| Tây Ban Nha  | Vườn quốc gia Doñana                                                            | Thiên nhiên | 685                          |
| Thuỵ Điển    | Tranh khắc trên đá tại Tanum                                                    | Văn hóa     | 557                          |
| Thuỵ Điển    | Skogskyrkogården                                                                | Văn hóa     | 558                          |
| Thổ Nhĩ Kỳ   | Thành phố Safranbolu                                                            | Văn hóa     | 614                          |
| Uganda       | Vườn quốc gia Không thể xuyên qua Bwindi (F)                                    | Thiên nhiên | 682                          |
| Uganda       | Vườn quốc gia Dãy núi Rwenzori                                                  | Thiên nhiên | 684                          |
| Venezuela    | Vườn quốc gia Canaima                                                           | Thiên nhiên | 701                          |
| Việt Nam     | Vịnh Hạ Long - Quần đảo Cát Bà                                                  | Thiên nhiên | 672                          |

## 1993 (kỳ họp 17)
33 di sản (29 văn hóa, 4 thiên nhiên)
Tại:  Colombia
| Quốc gia    | Di sản                                                                              | Thể loại    | Số liệu tham khảo của UNESCO |
| ----------- | ----------------------------------------------------------------------------------- | ----------- | ---------------------------- |
| El Salvador | Địa điểm khảo cổ Joya de Cerén (F)                                                  | Văn hóa     | 675                          |
| Đức         | Quần thể Đan viện Maulbronn                                                         | Văn hóa     | 546                          |
| Đức         | Thị trấn Bamberg                                                                    | Văn hóa     | 624                          |
| Ấn Độ       | Lăng mộ Humayun, Delhi                                                              | Văn hóa     | 232                          |
| Ấn Độ       | Qutb Minar và các tượng đài của nó, Delhi                                           | Văn hóa     | 233                          |
| Ireland     | Brú na Bóinne – Quần thể Khảo cổ ở Bend Boyne (F)                                   | Văn hóa     | 659                          |
| Ý           | Sassi và Công viên nhà thờ Rupestria của Matera                                     | Văn hóa     | 670                          |
| Nhật Bản    | Quần thể kiến trúc Phật giáo khu vực chùa Hōryū                                     | Văn hóa     | 660                          |
| Nhật Bản    | Thành Himeji (F)                                                                    | Văn hóa     | 661                          |
| Nhật Bản    | Vùng núi Shirakami                                                                  | Thiên nhiên | 663                          |
| Nhật Bản    | Yakushima                                                                           | Thiên nhiên | 662                          |
| Mexico      | Trung tâm lịch sử Zacatecas                                                         | Văn hóa     | 676                          |
| Mexico      | Nghệ thuật đá của Sierra de San Francisco                                           | Văn hóa     | 714                          |
| Mexico      | Khu bảo tồn cá voi ở El Vizcaino                                                    | Thiên nhiên | 554                          |
| Paraguay    | Khu truyền giáo dòng Tên La Santísima Trinidad de Paraná và Jesús de Tavarangue (F) | Văn hóa     | 648                          |
| Philippines | Các nhà thờ kiểu Baroque của Philippines (F)                                        | Văn hóa     | 677                          |
| Philippines | Vườn quốc gia Rạn san hô Tubbataha                                                  | Thiên nhiên | 653                          |
| Romania     | Các nhà thờ Moldavia                                                                | Văn hóa     | 598                          |
| Romania     | Tu viện Horezu                                                                      | Văn hóa     | 597                          |
| Romania     | Các ngôi làng và nhà thờ-công sự ở Transylvania                                     | Văn hóa     | 596                          |
| Nga         | Quần thể kiến trúc của Trinity Sergius Lavra tại Sergiev Posad                      | Văn hóa     | 657                          |
| Slovakia    | Trung tâm lịch sử Banská Štiavnica và các di tích lịch sử kỹ thuật lân cận          | Văn hóa     | 618                          |
| Slovakia    | Levoča, Lâu đài Spišský và các di tích văn hóa liên quan                            | Văn hóa     | 620                          |
| Slovakia    | Vlkolínec (F)                                                                       | Văn hóa     | 622                          |
| Tây Ban Nha | Khu quần thể khảo cổ Mérida                                                         | Văn hóa     | 664                          |
| Tây Ban Nha | Đường hành hương Santiago de Compostela                                             | Văn hóa     | 669                          |
| Tây Ban Nha | Tu viện Hoàng gia Santa María de Guadalupe                                          | Văn hóa     | 665                          |
| Thuỵ Điển   | Birka và Hovgården                                                                  | Văn hóa     | 555                          |
| Thuỵ Điển   | Xưởng đồ sắt ở Engelsberg                                                           | Văn hóa     | 556                          |
| Uzbekistan  | Trung tâm lịch sử Bukhara                                                           | Văn hóa     | 602                          |
| Venezuela   | Coro và hải cảng của nó (F)                                                         | Văn hóa     | 658                          |
| Việt Nam    | Quần thể di tích Cố đô Huế (F)                                                      | Văn hóa     | 678                          |
| Yemen       | Thị trấn lịch sử Zabid                                                              | Văn hóa     | 611                          |

## 1992 (kỳ họp 16)
20 di sản (16 văn hóa, 4 thiên nhiên)
Tại:  Hoa Kỳ
| Quốc gia                    | Di sản                                                                          | Thể loại    | Số liệu tham khảo của UNESCO |
| --------------------------- | ------------------------------------------------------------------------------- | ----------- | ---------------------------- |
| Albania                     | Butrint (F)                                                                     | Văn hóa     | 570                          |
| Algeria                     | Kasbah của Algiers                                                              | Văn hóa     | 565                          |
| Úc                          | K'gari                                                                          | Thiên nhiên | 630                          |
| Campuchia                   | Angkor (F)                                                                      | Văn hóa     | 668                          |
| Trung Quốc                  | Thắng cảnh Hoàng Long và Khu di tích lịch sử của nó                             | Thiên nhiên | 638                          |
| Trung Quốc                  | Thắng cảnh Cửu Trại Câu và Khu di tích lịch sử của nó                           | Thiên nhiên | 637                          |
| Trung Quốc                  | Thắng cảnh Vũ Lăng Nguyên và Khu di tích lịch sử của nó                         | Thiên nhiên | 640                          |
| ( Tiệp Khắc) · Cộng hòa Séc | Trung tâm lịch sử của Český Krumlov                                             | Văn hóa     | 617                          |
| ( Tiệp Khắc) · Cộng hòa Séc | Trung tâm lịch sử của Prague                                                    | Văn hóa     | 616                          |
| ( Tiệp Khắc) · Cộng hòa Séc | Trung tâm lịch sử của Telč (F)                                                  | Văn hóa     | 621                          |
| Pháp                        | Nhà thờ chính tòa Bourges                                                       | Văn hóa     | 635                          |
| Đức                         | Các mỏ ở Rammelsberg, Thành phố lịch sử Goslar và Hệ thống trị thủy Thượng Harz | Văn hóa     | 623                          |
| Hy Lạp                      | Pythagoreion và Heraion của Samos                                               | Văn hóa     | 595                          |
| Mexico                      | El Tajin, Thành phố Tiền Tây Ban Nha                                            | Văn hóa     | 631                          |
| Ba Lan                      | Thành phố cổ Zamość                                                             | Văn hóa     | 564                          |
| Nga                         | Cảnh quan văn hóa lịch sử của đảo Solovetsky                                    | Văn hóa     | 632                          |
| Nga                         | Các di tích lịch sử ở Novgorod và vùng lân cận                                  | Văn hóa     | 604                          |
| Nga                         | Đài tưởng niệm Trắng tại Vladimir và Suzdal                                     | Văn hóa     | 633                          |
| Thái Lan                    | Địa điểm khảo cổ Ban Chiang                                                     | Văn hóa     | 575                          |
| Hoa Kỳ                      | Pueblo de Taos                                                                  | Văn hóa     | 492                          |

## 1991 (kỳ họp 15)
22 di sản (16 văn hóa, 6 thiên nhiên)
Tại:  Tunisia
| Quốc gia    | Di sản                                                            | Thể loại    | Số liệu tham khảo của UNESCO |
| ----------- | ----------------------------------------------------------------- | ----------- | ---------------------------- |
| Úc          | Vịnh Shark, Tây Úc                                                | Thiên nhiên | 578                          |
| Bolivia     | Thành phố lịch sử Sucre                                           | Văn hóa     | 566                          |
| Brazil      | Vườn quốc gia Serra da Capivara                                   | Văn hóa     | 606                          |
| Phần Lan    | Pháo đài Suomenlinna                                              | Văn hóa     | 583                          |
| Phần Lan    | Khu thành cổ Rauma (F)                                            | Văn hóa     | 582                          |
| Pháp        | Nhà thờ Đức Bà, Tu viện cũ của Thánh Remi và Cung điện Tau, Reims | Văn hóa     | 601                          |
| Pháp        | Paris, Ven sông Seine                                             | Văn hóa     | 600                          |
| Đức         | Tu viện và nhà thờ cũ Lorsch                                      | Văn hóa     | 515                          |
| Indonesia   | Tổ hợp đền Borobudur                                              | Văn hóa     | 592                          |
| Indonesia   | Vườn quốc gia Komodo                                              | Thiên nhiên | 609                          |
| Indonesia   | Tổ hợp đền Prambanan                                              | Văn hóa     | 642                          |
| Indonesia   | Vườn quốc gia Ujung Kulon (F)                                     | Thiên nhiên | 608                          |
| Mexico      | Trung tâm lịch sử của Morelia                                     | Văn hóa     | 585                          |
| Mozambique  | Đảo Mozambique (F)                                                | Văn hóa     | 599                          |
| Niger       | Khu bảo tồn thiên nhiên quốc gia Aïr và Ténéré (F)                | Thiên nhiên | 573                          |
| România     | Châu thổ sông Danube (F)                                          | Thiên nhiên | 588                          |
| Tây Ban Nha | Đan viện Poblet                                                   | Văn hóa     | 518                          |
| Sri Lanka   | Đền thờ động Rangiri Dambulla                                     | Văn hóa     | 561                          |
| Thuỵ Điển   | Cung điện Hoàng gia Drottningholm (F)                             | Văn hóa     | 559                          |
| Thái Lan    | Thành phố lịch sử Ayutthaya                                       | Văn hóa     | 576                          |
| Thái Lan    | Thành phố lịch sử Sukhothai và các đô thị lân cận (F)             | Văn hóa     | 574                          |
| Thái Lan    | Khu bảo tồn động vật hoang dã Thungyai–Huai Kha Khaeng            | Thiên nhiên | 591                          |

## 1990 (kỳ họp 14)
16 di sản (11 văn hóa, 2 thiên nhiên, 3 hỗn hợp)
Tại:  Canada
| Quốc gia                    | Di sản                                                                                              | Thể loại    | Số liệu tham khảo của UNESCO |
| --------------------------- | --------------------------------------------------------------------------------------------------- | ----------- | ---------------------------- |
| Bolivia                     | Khu truyền giáo dòng Tên của Chiquitos                                                              | Văn hóa     | 529                          |
| Trung Quốc                  | Núi Hoàng Sơn                                                                                       | Hỗn hợp     | 547                          |
| Cộng hòa Dominica           | Thành phố thuộc địa của Santo Domingo (F)                                                           | Văn hóa     | 526                          |
| Đức                         | Quần thể cung điện và công viên của Potsdam và Berlin                                               | Văn hóa     | 532                          |
| Hy Lạp                      | Delos                                                                                               | Văn hóa     | 530                          |
| Hy Lạp                      | Các tu viện của Daphni, Hosios Loukas và Nea Moni của Chios                                         | Văn hóa     | 537                          |
| Ý                           | Trung tâm lịch sử San Gimignano                                                                     | Văn hóa     | 550                          |
| Madagascar                  | Khu bảo tồn thiên nhiên Tsingy de Bemaraha (F)                                                      | Thiên nhiên | 494                          |
| New Zealand                 | Te Wahipounamu – Tây Nam New Zealand                                                                | Thiên nhiên | 551                          |
| New Zealand                 | Vườn quốc gia Tongariro (F)                                                                         | Hỗn hợp     | 421                          |
| Peru                        | Vườn quốc gia Rio Abiseo                                                                            | Hỗn hợp     | 548                          |
| ( Liên Xô) · Nga            | Trung tâm lịch sử Sankt-Peterburg và nhóm các di tích liên quan (F)                                 | Văn hóa     | 540                          |
| ( Liên Xô) · Nga            | Kizhi Pogost                                                                                        | Văn hóa     | 544                          |
| ( Liên Xô) · Nga            | Điện Kremli và Quảng trường Đỏ, Moscow                                                              | Văn hóa     | 545                          |
| ( Liên Xô) · Ukraina (F)    | Kyiv: Kyiv: Nhà thờ chính tòa Thánh Sophia và các công trình tu viện liên quan, Kyiv Pechersk Lavra | Văn hóa     | 527                          |
| ( Liên Xô) · Uzbekistan (F) | Itchan Kala                                                                                         | Văn hóa     | 543                          |

## 1989 (kỳ họp 13)
7 di sản (4 văn hóa, 2 thiên nhiên, 1 hỗn hợp)
Host:  Pháp
| Quốc gia              | Di sản                                   | Thể loại    | Số liệu tham khảo của UNESCO |
| --------------------- | ---------------------------------------- | ----------- | ---------------------------- |
| Hy Lạp                | Di chỉ khảo cổ tại Mystras               | Văn hóa     | 511                          |
| Hy Lạp                | Di chỉ khảo cổ Olympia                   | Văn hóa     | 517                          |
| Ấn Độ                 | Các công trình Phật giáo tại Sanchi      | Văn hóa     | 524                          |
| Mali                  | Vách đá Bandiagara (Vùng đất của Dogons) | Hỗn hợp     | 516                          |
| Mauritania            | Vườn quốc gia Banc d'Arguin (F)          | Thiên nhiên | 506                          |
| Bồ Đào Nha            | Tu viện Alcobaça                         | Văn hóa     | 505                          |
| Zambia (F) · Zimbabwe | Mosi-oa-Tunya / Thác Victoria            | Thiên nhiên | 509                          |

## 1988 (kỳ họp 12)
27 di sản (19 văn hóa, 5 thiên nhiên, 3 hỗn hợp)
Tại:  Brazil
| Quốc gia                                  | Di sản                                                                         | Thể loại    | Số liệu tham khảo của UNESCO |
| ----------------------------------------- | ------------------------------------------------------------------------------ | ----------- | ---------------------------- |
| Úc                                        | Vùng nhiệt đới ẩm ướt của Queensland                                           | Thiên nhiên | 486                          |
| Cộng hòa Trung Phi                        | Vườn quốc gia Manovo-Gounda St. Floris (F)                                     | Thiên nhiên | 475                          |
| Cuba                                      | Trinidad và thung lũng các nhà máy đường mía                                   | Văn hóa     | 460                          |
| Pháp                                      | Strasbourg, Grande-Île và Neustadt                                             | Văn hóa     | 495                          |
| Hy Lạp                                    | Thành lũy của Rhodes                                                           | Văn hóa     | 493                          |
| Hy Lạp                                    | Meteora                                                                        | Hỗn hợp     | 455                          |
| Hy Lạp                                    | Núi Athos                                                                      | Hỗn hợp     | 454                          |
| Hy Lạp                                    | Di tích Kitô giáo cổ và Byzantine của Thessaloniki                             | Văn hóa     | 456                          |
| Hy Lạp                                    | Điện thờ Asklepios, Epidaurus                                                  | Văn hóa     | 491                          |
| Ấn Độ                                     | Nanda Devi và Vườn quốc gia Thung lũng các loài hoa                            | Thiên nhiên | 335                          |
| Mali                                      | Thị trấn cổ của Djenné (F)                                                     | Văn hóa     | 116                          |
| Mali                                      | Timbuktu                                                                       | Văn hóa     | 119                          |
| Mexico                                    | Thành phố lịch sử Guanajuato và các mỏ lân cận                                 | Văn hóa     | 482                          |
| Mexico                                    | Thành phố thời tiền thực dân Tây Ban Nha Chichen-Itza                          | Văn hóa     | 483                          |
| Oman                                      | Di chỉ khảo cổ Bat, Al-Khutm và Al-Ayn                                         | Văn hóa     | 434                          |
| Peru                                      | Trung tâm lịch sử của Lima                                                     | Văn hóa     | 500                          |
| Tây Ban Nha                               | Phố cổ của Salamanca                                                           | Văn hóa     | 381                          |
| Sri Lanka                                 | Thị trấn cổ Galle và pháo đài của nó                                           | Văn hóa     | 451                          |
| Sri Lanka                                 | Thành phố linh thiêng Kandy                                                    | Văn hóa     | 450                          |
| Sri Lanka                                 | Khu bảo tồn rừng Sinharaja                                                     | Thiên nhiên | 405                          |
| Tunisia                                   | Kairouan                                                                       | Văn hóa     | 499                          |
| Tunisia                                   | Medina của Sousse                                                              | Cultural    | 498                          |
| Thổ Nhĩ Kỳ                                | Hierapolis–Pamukkale                                                           | Hỗn hợp     | 485                          |
| Thổ Nhĩ Kỳ                                | Xanthos–Letoon                                                                 | Văn hóa     | 484                          |
| Vương quốc Anh                            | Nhà thờ chính tòa Canterbury, Tu viện Thánh Augustine, và Nhà thờ Thánh Martin | Văn hóa     | 496                          |
| Vương quốc Anh                            | Tháp Luân Đôn                                                                  | Văn hóa     | 488                          |
| Vương quốc Anh · ( Quần đảo Pitcairn) (F) | Đảo Henderson                                                                  | Thiên nhiên | 487                          |

## 1987 (kỳ họp 11)
41 di sản (32 văn hóa, 7 thiên nhiên, 2 hỗn hợp)
Tại:  Pháp
| Quốc gia                          | Di sản                                                                        | Thể loại    | Số liệu tham khảo của UNESCO |
| --------------------------------- | ----------------------------------------------------------------------------- | ----------- | ---------------------------- |
| Úc                                | Vườn quốc gia Uluṟu-Kata Tjuṯa                                                | Hỗn hợp     | 447                          |
| Bolivia                           | Thành phố Potosí (F)                                                          | Văn hóa     | 420                          |
| Brazil                            | Brasilia                                                                      | Văn hóa     | 445                          |
| Cameroon                          | Khu bảo tồn Dja Faunal (F)                                                    | Thiên nhiên | 407                          |
| Canada                            | Vườn quốc gia Gros Morne                                                      | Thiên nhiên | 419                          |
| Trung Quốc                        | Tử Cấm Thành                                                                  | Văn hóa     | 439                          |
| Trung Quốc                        | Lăng mộ Tần Thủy Hoàng                                                        | Văn hóa     | 441                          |
| Trung Quốc                        | Hang Mạc Cao                                                                  | Văn hóa     | 440                          |
| Trung Quốc                        | Thái Sơn (F)                                                                  | Hỗn hợp     | 437                          |
| Trung Quốc                        | Di chỉ người Bắc Kinh tại Chu Khẩu Điếm                                       | Văn hóa     | 449                          |
| Trung Quốc                        | Vạn Lý Trường Thành                                                           | Văn hóa     | 438                          |
| ( Tây Đức) · Đức                  | Thành phố Hanse của Lübeck                                                    | Văn hóa     | 272                          |
| ( Tây Đức) · Đức · Vương quốc Anh | Biên thành La Mã                                                              | Văn hóa     | 430                          |
| Hy Lạp                            | Acropolis của Athens                                                          | Văn hóa     | 404                          |
| Hy Lạp                            | Di chỉ khảo cổ Delphi                                                         | Văn hóa     | 393                          |
| Hungary                           | Budapest, bao gồm bờ sông Danube, khu vực Lâu đài Buda và Đại lộ Andrássy (F) | Văn hóa     | 400                          |
| Hungary                           | Làng cổ Hollókő và khu vực xung quanh nó                                      | Văn hóa     | 401                          |
| Ấn Độ                             | Hang động Elephanta                                                           | Văn hóa     | 244                          |
| Ấn Độ                             | Các đền thờ thời Chola                                                        | Văn hóa     | 250                          |
| Ấn Độ                             | Nhóm di tích tại Pattadakal                                                   | Văn hóa     | 239                          |
| Ấn Độ                             | Vườn quốc gia Sundarbans                                                      | Thiên nhiên | 452                          |
| Ý                                 | Piazza del Duomo                                                              | Văn hóa     | 395                          |
| Ý                                 | Venice và đầm phá của nó                                                      | Văn hóa     | 394                          |
| Mexico                            | Trung tâm Lịch sử của Thành phố Mexico và Xochimilco (F)                      | Văn hóa     | 412                          |
| Mexico                            | Trung tâm Lịch sử của Oaxaca và khu vực khảo cổ Monte Albán                   | Văn hóa     | 415                          |
| Mexico                            | Trung tâm Lịch sử của Puebla                                                  | Văn hóa     | 416                          |
| Mexico                            | Thành phố thời tiền Colombo và Vườn quốc gia Palenque                         | Văn hóa     | 411                          |
| Mexico                            | Thành phố Teotihuacan tiền Tây Ban Nha                                        | Văn hóa     | 414                          |
| Mexico                            | Sian Ka'an                                                                    | Thiên nhiên | 410                          |
| Maroc                             | Ksar của Ait-Ben-Haddou                                                       | Văn hóa     | 444                          |
| Oman                              | Pháo đài Bahla (F)                                                            | Văn hóa     | 433                          |
| Peru                              | Vườn quốc gia Manú                                                            | Thiên nhiên | 402                          |
| Tây Ban Nha                       | Nhà thờ chính tòa, Alcázar và Archivo de Indias ở Seville                     | Văn hóa     | 383                          |
| Tanzania                          | Vườn quốc gia Kilimanjaro                                                     | Thiên nhiên | 403                          |
| Thổ Nhĩ Kỳ                        | Nemrut Dağ                                                                    | Văn hóa     | 448                          |
| Vương quốc Anh                    | Cung điện Blenheim                                                            | Văn hóa     | 425                          |
| Vương quốc Anh                    | Thành phố Bath                                                                | Văn hóa     | 428                          |
| Vương quốc Anh                    | Cung điện Westminster và Tu viện Westminster bao gồm Nhà thờ Thánh Margaget   | Văn hóa     | 426                          |
| Hoa Kỳ                            | Công viên lịch sử quốc gia Chaco                                              | Văn hóa     | 353                          |
| Hoa Kỳ                            | Vườn quốc gia Núi lửa Hawaii                                                  | Văn hóa     | 409                          |
| Hoa Kỳ                            | Monticello và Đại học Virginia tại Charlottesville                            | Văn hóa     | 442                          |

## 1986 (kỳ họp 10)
29 di sản (23 văn hóa, 5 thiên nhiên, 1 hỗn hợp)
Tại:  Pháp
| Quốc gia                 | Di sản                                                                        | Thể loại    | Số liệu tham khảo của UNESCO |
| ------------------------ | ----------------------------------------------------------------------------- | ----------- | ---------------------------- |
| Úc                       | Các rừng mưa Gondwana của Úc                                                  | Thiên nhiên | 368                          |
| Brazil                   | Vườn quốc gia Iguaçu                                                          | Thiên nhiên | 355                          |
| ( Tây Đức) · Đức         | Các tượng đài La Mã, Nhà thờ Thánh Peter và Nhà thờ Giáo hội Đức Mẹ tại Trier | Văn hóa     | 367                          |
| Hy Lạp                   | Đền thờ Apollo tại Bassae (F)                                                 | Văn hóa     | 392                          |
| Ấn Độ                    | Nhà thờ và tu viện ở Goa                                                      | Văn hóa     | 234                          |
| Ấn Độ                    | Fatehpur Sikri                                                                | Văn hóa     | 255                          |
| Ấn Độ                    | Nhóm các di tích tại Hampi                                                    | Văn hóa     | 241                          |
| Ấn Độ                    | Nhóm di tích Khajuraho                                                        | Văn hóa     | 240                          |
| Libya                    | Phố Cổ ở Ghadamès                                                             | Văn hóa     | 362                          |
| Peru                     | Khu vực khảo cổ Chan Chan                                                     | Văn hóa     | 366                          |
| Bồ Đào Nha               | Trung tâm lịch sử của Évora                                                   | Văn hóa     | 361                          |
| ( Nam Tư) · Serbia       | Tu viện Studenica                                                             | Văn hóa     | 389                          |
| ( Nam Tư) · Slovenia (F) | Các hang Škocjan                                                              | Thiên nhiên | 390                          |
| Tây Ban Nha              | Vườn quốc gia Garajonay                                                       | Thiên nhiên | 380                          |
| Tây Ban Nha              | Thành phố lịch sử của Toledo                                                  | Văn hóa     | 379                          |
| Tây Ban Nha              | Kiến trúc mudejar ở Aragon                                                    | Văn hóa     | 378                          |
| Tây Ban Nha              | Thị trấn cổ của Cáceres                                                       | Văn hóa     | 384                          |
| Syria                    | Thành phố cổ Aleppo                                                           | Văn hóa     | 21                           |
| Thổ Nhĩ Kỳ               | Hattusha: Thủ đô Hittite                                                      | Văn hóa     | 377                          |
| Vương quốc Anh           | Các lâu đài và tường thành thời vua Edward I tại Gwynedd                      | Văn hóa     | 374                          |
| Vương quốc Anh           | Lâu đài và nhà thờ chính tòa Durham                                           | Văn hóa     | 370                          |
| Vương quốc Anh           | Giant's Causeway và bờ biển Causeway (F)                                      | Thiên nhiên | 369                          |
| Vương quốc Anh           | Hẻm núi Ironbridge                                                            | Văn hóa     | 371                          |
| Vương quốc Anh           | St Kilda                                                                      | Hỗn hợp     | 387                          |
| Vương quốc Anh           | Stonehenge, Avebury và các di chỉ liên quan                                   | Văn hóa     | 373                          |
| Vương quốc Anh           | Công viên Hoàng gia Studley bao gồm cả các phế tích của Tu viện Fountains     | Văn hóa     | 372                          |
| ( Bắc Yemen) · Yemen     | Phố Cổ của Sana'a                                                             | Văn hóa     | 385                          |
| Zimbabwe                 | Tượng đài quốc gia Đại Zimbabwe                                               | Văn hóa     | 364                          |
| Zimbabwe                 | Tượng đài quốc gia Phế tích Khami                                             | Văn hóa     | 365                          |

## 1985 (kỳ họp 9)
30 di tích (25 văn hóa, 4 thiên nhiên, 1 hỗn hợp)
Tại:  Pháp
| Quốc gia         | Di tích                                                                   | Thể loại    | Số liệu tham khảo của UNESCO |
| ---------------- | ------------------------------------------------------------------------- | ----------- | ---------------------------- |
| Bangladesh       | Thành phố Hồi giáo lịch sử Bagerhat                                       | Văn hóa     | 321                          |
| Bangladesh       | Khu phế tích Phật giáo Paharpur (F)                                       | Văn hóa     | 322                          |
| Bénin            | Cung điện Hoàng gia Abomey (F)                                            | Văn hóa     | 323                          |
| Brazil           | Trung tâm lịch sử Salvador, Bahia                                         | Văn hóa     | 309                          |
| Brazil           | Thánh địa Bom Jesus do Congonhas                                          | Văn hóa     | 334                          |
| Bulgaria         | Lăng mộ người Thracia ở Sveshtari                                         | Văn hóa     | 359                          |
| Canada           | Quận lịch sử của Québec cổ                                                | Văn hoá     | 300                          |
| Cộng hòa Síp     | Nhà thờ Sơn ở Vùng Troodos                                                | Văn hóa     | 351                          |
| Pháp             | Pont du Gard (Cầu máng nước La Mã)                                        | Văn hóa     | 344                          |
| ( Tây Đức) · Đức | Nhà thờ chính tòa Thánh Mary và Nhà thờ Thánh Micae tại Hildesheim        | Văn hóa     | 187                          |
| Ấn Độ            | Vườn quốc gia Kaziranga                                                   | Thiên nhiên | 337                          |
| Ấn Độ            | Vườn quốc gia Keoladeo                                                    | Thiên nhiên | 340                          |
| Ấn Độ            | Khu bảo tồn động vật hoang dã Manas                                       | Thiên nhiên | 338                          |
| Iraq             | Hatra (F)                                                                 | Văn hóa     | 277                          |
| Jordan           | Petra (F)                                                                 | Văn hóa     | 326                          |
| Jordan           | Quseir Amra                                                               | Văn hóa     | 327                          |
| Libya            | Các địa điểm nghệ thuật đá của Tadrart Acacus                             | Văn hóa     | 287                          |
| Maroc            | Medina ở Marrakech                                                        | Văn hóa     | 331                          |
| Na Uy            | Các hình khắc trên đá ở Alta                                              | Văn hóa     | 352                          |
| Peru             | Địa điểm khảo cổ Chavín                                                   | Văn hóa     | 330                          |
| Peru             | Vườn quốc gia Huascarán                                                   | Thiên nhiên | 333                          |
| Tây Ban Nha      | Hang đá Altamira và hang động nghệ thuật thời đồ đá sớm ở Bắc Tây Ban Nha | Văn hóa     | 310                          |
| Tây Ban Nha      | Các công trình ở Oviedo và Vương quốc Asturias                            | Cultural    | 312                          |
| Tây Ban Nha      | Phố cổ Ávila và các nhà thờ ngoại thành                                   | Văn hóa     | 348                          |
| Tây Ban Nha      | Phố Cổ Segovia và cầu máng của nó                                         | Văn hóa     | 311                          |
| Tây Ban Nha      | Santiago de Compostela (Phố cổ)                                           | Văn hóa     | 347                          |
| Tunisia          | Thị trấn Punic của Kerkuane và khu vực nghĩa trang của nó                 | Văn hóa     | 332                          |
| Thổ Nhĩ Kỳ       | Vườn quốc gia Göreme và khu núi đá Cappadocia                             | Hỗn hợp     | 357                          |
| Thổ Nhĩ Kỳ       | Đại giáo đường Divriği và bệnh viện                                       | Văn hóa     | 358                          |
| Thổ Nhĩ Kỳ       | Khu vực lịch sử của Istanbul (F)                                          | Văn hóa     | 356                          |

## 1984 (kỳ họp 8)
22 di sản (15 văn hóa, 7 thiên nhiên)
Tại:  Argentina
| Quốc gia         | Di sản                                               | Thể loại    | Số liệu tham khảo của UNESCO |
| ---------------- | ---------------------------------------------------- | ----------- | ---------------------------- |
| Argentina        | Vườn quốc gia Iguazú                                 | Thiên nhiên | 303                          |
| Canada           | Vườn quốc gia Núi Rocky của Canada                   | Thiên nhiên | 304                          |
| Colombia         | Cảng, pháo đài và nhóm di tích ở Cartagena (F)       | Văn hóa     | 285                          |
| ( Zaire) · DRC   | Vườn quốc gia Salonga                                | Thiên nhiên | 280                          |
| ( Tây Đức) · Đức | Lâu đài Augustusburg và Falkenlust tại Brühl         | Văn hóa     | 288                          |
| Tòa Thánh        | Thành Vatican                                        | Văn hóa     | 286                          |
| Ấn Độ            | Khu quần thể kiến trúc Mahabalipuram                 | Văn hóa     | 249                          |
| Ấn Độ            | Đền thờ Mặt Trời Konârak                             | Văn hóa     | 246                          |
| Liban            | Anjar                                                | Văn hóa     | 293                          |
| Liban            | Baalbek                                              | Văn hóa     | 294                          |
| Liban            | Byblos                                               | Văn hóa     | 295                          |
| Liban            | Týros (F)                                            | Văn hóa     | 299                          |
| Malawi           | Vườn quốc gia hồ Malawi (F)                          | Thiên nhiên | 289                          |
| Nepal            | Vườn quốc gia Chitwan                                | Thiên nhiên | 284                          |
| Tây Ban Nha      | Alhambra, Generalife và Albayzín, Granada            | Văn hóa     | 314                          |
| Tây Ban Nha      | Nhà thờ lớn Burgos (F)                               | Văn hóa     | 316                          |
| Tây Ban Nha      | Trung tâm lịch sử Cordoba                            | Văn hóa     | 313                          |
| Tây Ban Nha      | Escurial, Madrid                                     | Văn hóa     | 318                          |
| Tây Ban Nha      | Các công trình của Antoni Gaudí                      | Văn hóa     | 320                          |
| Hoa Kỳ           | Tượng Nữ thần Tự do                                  | Văn hóa     | 307                          |
| Hoa Kỳ           | Vườn quốc gia Yosemite                               | Thiên nhiên | 308                          |
| Zimbabwe         | Vườn quốc gia Mana Pools, Sapi và Chewore Safari (F) | Thiên nhiên | 302                          |

## 1983 (kỳ họp 7)
29 di sản (19 văn hóa, 9 thiên nhiên, 1 hỗn hợp)
Tại:  Ý
| Quốc gia                    | Di sản | Thể loại    | Số liệu tham khảo của UNESCO |
| --------------------------- | --- | ----------- | ---------------------------- |
| Argentina · Brazil          | Khu truyền giáo Dòng Tên của người Guarani: San Ignacio Miní, Santa Ana, Nuestra Señora de Loreto và Santa Maria Mayor (Argentina), các phế tích ở São Miguel das Missões (Brazil) | Văn hóa     | 275                          |
| Bulgaria                    | Thành phố cổ ở Nesebar | Văn hóa     | 217                          |
| Bulgaria                    | Vườn quốc gia Pirin | Thiên nhiên | 225                          |
| Bulgaria                    | Tu viện Rila | Văn hóa     | 216                          |
| Bulgaria                    | Khu bảo tồn thiên nhiên Srebarna | Thiên nhiên | 219                          |
| Canada                      | Vườn quốc gia Wood Buffalo | Thiên nhiên | 256                          |
| Costa Rica (F) · Panama     | Talamanca Range–Khu bảo tồn La Amistad / Công viên quốc tế La Amistad | Thiên nhiên | 205                          |
| Bờ Biển Ngà                 | Vườn quốc gia Comoé | Thiên nhiên | 227                          |
| Ecuador                     | Vườn quốc gia Sangay | Thiên nhiên | 260                          |
| Pháp                        | Tu viện Saint-Savin-sur-Gartempe | Văn hóa     | 230                          |
| Pháp                        | Vịnh Porto: Vũng đá Piana, Vịnh Girolata, Khu bảo tồn Scandola | Thiên nhiên | 258                          |
| Pháp                        | Quảng trường Stanislas, Quảng trường Carrière và Quảng trường Alliance tại Nancy                                                                                                   | Văn hóa     | 229                          |
| ( Tây Đức) · Đức            | Nhà thờ Wies | Văn hóa     | 271                          |
| Ấn Độ                       | Pháo đài Agra | Văn hóa     | 251                          |
| Ấn Độ                       | Các hang động Ajanta (F) | Văn hóa     | 242                          |
| Ấn Độ                       | Các hang động Ellora | Văn hóa     | 243                          |
| Ấn Độ                       | Taj Mahal | Văn hóa     | 252                          |
| Peru                        | Thành phố ở Cuzco | Văn hóa     | 273                          |
| Peru                        | Thánh địa lịch sử của Machu Picchu (F) | Hỗn hợp     | 274                          |
| Bồ Đào Nha                  | Khu vực Trung tâm của Thị trấn Angra do Heroísmo ở Azores | Văn hóa     | 206                          |
| Bồ Đào Nha                  | Tu viện của Chúa ở Tomar | Văn hóa     | 265                          |
| Bồ Đào Nha                  | Tu viện Batalha | Văn hóa     | 264                          |
| Bồ Đào Nha                  | Tu viện của Hieronymites và Tháp Belém ở Lisbon (F) | Văn hóa     | 263                          |
| Seychelles                  | Khu bảo tồn thiên nhiên Vallée de Mai | Thiên nhiên | 261                          |
| Thuỵ Sĩ                     | Tu viện Thánh Gall (F) | Văn hóa     | 268                          |
| Thuỵ Sĩ                     | Tu viện dòng Biển Đức của Thánh Gioan tại Müstair | Văn hóa     | 269                          |
| Thuỵ Sĩ                     | Thành cổ Bern | Văn hóa     | 267                          |
| Hoa Kỳ                      | Vườn quốc gia Dãy núi Great Smoky | Thiên nhiên | 259                          |
| Hoa Kỳ · ( Puerto Rico) (F) | La Fortaleza và Di tích lịch sử quốc gia San Juan ở Puerto Rico | Văn hóa     | 266                          |

## 1982 (kỳ họp 6)
24 di sản (17 văn hóa, 5 thiên nhiên, 2 hỗn hợp)
Tại:  Pháp
| Quốc gia             | Di sản                                                                        | Thể loại    | Số liệu tham khảo của UNESCO |
| -------------------- | ----------------------------------------------------------------------------- | ----------- | ---------------------------- |
| Algeria              | Djémila                                                                       | Văn hóa     | 191                          |
| Algeria              | Thung lũng M'Zab                                                              | Văn hóa     | 188                          |
| Algeria              | Tassili n'Ajjer                                                               | Hỗn hợp     | 179                          |
| Algeria              | Timgad                                                                        | Văn hóa     | 194                          |
| Algeria              | Tipasa                                                                        | Văn hóa     | 193                          |
| Úc                   | Nhóm đảo Lord Howe                                                            | Thiên nhiên | 186                          |
| Úc                   | Vùng hoang dã ở Tasmania                                                      | Hỗn hợp     | 181                          |
| Brazil               | Trung tâm lịch sử của thị trấn Olinda                                         | Thiên nhiên | 189                          |
| Bờ Biển Ngà          | Vườn quốc gia Taï                                                             | Thiên nhiên | 195                          |
| Cuba                 | La Habana Cổ và pháo đài trực thuộc (F)                                       | Văn hóa     | 204                          |
| Pháp                 | Từ Xưởng muối Lớn tại Salins-les-Bains tới Xưởng muối Hoàng gia Arc-et-Senans | Văn hóa     | 203                          |
| Haiti                | Công viên Lịch sử Quốc gia – Citadel, Sans Souci, các tòa thành ở Ramiers (F) | Văn hóa     | 180                          |
| Honduras             | Khu dự trữ sinh quyển Río Platano                                             | Thiên nhiên | 196                          |
| Ý                    | Trung tâm lịch sử Florence                                                    | Văn hóa     | 174                          |
| Libya                | Di chỉ khảo cổ ở Cyrene                                                       | Văn hóa     | 190                          |
| Libya                | Di chỉ khảo cổ ở Leptis Magna (F)                                             | Văn hóa     | 183                          |
| Libya                | Di chỉ khảo cổ ở Sabratha                                                     | Văn hóa     | 184                          |
| Seychelles           | Aldabra Atoll (F)                                                             | Thiên nhiên | 185                          |
| Sri Lanka            | Thành phố cổ đại ở Polonnaruwa (F)                                            | Văn hóa     | 201                          |
| Sri Lanka            | Thành phố cổ đại ở Sigiriya                                                   | Văn hóa     | 202                          |
| Sri Lanka            | Thành phố linh thiêng ở Anuradhapura                                          | Văn hóa     | 200                          |
| Tanzania             | Khu bảo tồn thú săn Selous                                                    | Thiên nhiên | 199                          |
| Hoa Kỳ               | Di tích Lịch sử tiểu bang Các gò đất Cahokia                                  | Văn hóa     | 198                          |
| ( Nam Yemen) · Yemen | Thành phố cũ của thành phố Shibam (F)                                         | Văn hóa     | 192                          |

## 1981 (kỳ họp 5)
26 di sản (15 văn hóa, 9 thiên nhiên, 2 hỗn hợp)
Tại:  Úc
| Quốc gia             | Di sản                                                        | Thể loại    | Số liệu tham khảo của UNESCO |
| -------------------- | ------------------------------------------------------------- | ----------- | ---------------------------- |
| Argentina            | Vườn quốc gia Los Glaciares (F)                               | Natural     | 145                          |
| Úc                   | Rạn san hô Great Barrier (F)                                  | Natural     | 154                          |
| Úc                   | Vườn quốc gia Kakadu                                          | Hỗn hợp     | 147                          |
| Úc                   | Vùng các hồ Willandra                                         | Hỗn hợp     | 167                          |
| Canada               | Vực bẫy trâu Head-Smashed-In                                  | Văn hóa     | 158                          |
| Canada               | SG̱ang Gwaay                                                   | Văn hóa     | 157                          |
| Bờ Biển Ngà · Guinea | Khu bảo tồn nghiêm ngặt núi Nimba (F)                         | Thiên nhiên | 155                          |
| Pháp                 | Nhà thờ Amiens                                                | Văn hóa     | 162                          |
| Pháp                 | Di tích và tượng đài La Mã ở Arles                            | Văn hóa     | 164                          |
| Pháp                 | Đan viện Fontenay của Dòng Xitô                               | Văn hóa     | 165                          |
| Pháp                 | Cung điện và công viên Fontainebleau                          | Văn hóa     | 160                          |
| Pháp                 | Nhà hát La Mã và khu vực xung quanh cùng Khải hoàn môn Orange | Văn hóa     | 163                          |
| Đức                  | Nhà thờ Speyer                                                | Văn hóa     | 168                          |
| Đức                  | Cung điện Würzburg cùng với vườn và quảng trường của nó       | Văn hóa     | 169                          |
| Guatemala            | Công viên khảo cổ và phế tích Quirigua                        | Văn hóa     | 149                          |
| Jerusalem            | Thành phố cổ Jerusalem và thành lũy của nó (F)                | Văn hóa     | 148                          |
| Maroc                | Medina của Fez (F)                                            | Văn hóa     | 170                          |
| Pakistan             | Pháo đài và vườn Shalamar tại Lahore                          | Văn hóa     | 171                          |
| Pakistan             | Di tích lịch sử tại Makli, Thatta                             | Văn hóa     | 143                          |
| Panama               | Vườn quốc gia Darien                                          | Natural     | 159                          |
| Senegal              | Khu bảo tồn chim quốc gia Djoudj                              | Thiên nhiên | 25                           |
| Senegal              | Vườn quốc gia Niokolo-Koba                                    | Thiên nhiên | 153                          |
| Tanzania             | Tàn tích của Kilwa Kisiwanivà Songo Mnara                     | Văn hóa     | 144                          |
| Tanzania             | Vườn quốc gia Serengeti                                       | Thiên nhiên | 156                          |
| Hoa Kỳ               | Vườn quốc gia hang Mammoth                                    | Thiên nhiên | 150                          |
| Hoa Kỳ               | Vườn quốc gia Olympic                                         | Thiên nhiên | 151                          |

## 1980 (kỳ họp 4)
27 di sản (22 văn hóa, 5 thiên nhiên)
Tại:  Pháp
| Quốc gia                  | Di sản                                                                                           | Thể loại    | Số liệu tham khảo của UNESCO |
| ------------------------- | ------------------------------------------------------------------------------------------------ | ----------- | ---------------------------- |
| Algeria                   | Thành lũy Beni Hammad (F)                                                                        | Văn hóa     | 102                          |
| Brazil                    | Thị trấn lịch sử Ouro Preto (F)                                                                  | Văn hóa     | 124                          |
| Cyprus                    | Paphos (F)                                                                                       | Văn hóa     | 79                           |
| DRC                       | Vườn quốc gia Garamba                                                                            | Thiên nhiên | 136                          |
| DRC                       | Vườn quốc gia Kahuzi-Biega                                                                       | Thiên nhiên | 137                          |
| Ethiopia                  | Aksum                                                                                            | Văn hóa     | 15                           |
| Ethiopia                  | Thung lũng thấp Awash                                                                            | Văn hóa     | 10                           |
| Ethiopia                  | Thung lũng thấp Omo                                                                              | Văn hóa     | 17                           |
| Ethiopia                  | Tiya                                                                                             | Văn hóa     | 12                           |
| Ghana                     | Các tòa nhà truyền thống của Liên minh Ashanti                                                   | Văn hóa     | 35                           |
| Vatican (F) · Ý           | Trung tâm lịch sử Roma, Của cải của Tòa Thánh tại thành phố và Nhà thờ Thánh San Paolo           | Văn hóa     | 91                           |
| Honduras                  | Di tích Maya ở Copán (F)                                                                         | Văn hóa     | 129                          |
| Ý                         | Nhà thờ Giáo hội Santa Maria delle Grazie với bức họa Bữa ăn tối cuối cùng của Leonardo da Vinci | Văn hóa     | 93                           |
| Malta                     | Thành phố Valletta (F)                                                                           | Văn hóa     | 131                          |
| Malta                     | Hầm mộ Hypogeum của Ħal-Saflieni                                                                 | Văn hóa     | 130                          |
| Malta                     | Các ngôi đền bằng cự thạch của Malta                                                             | Văn hóa     | 132                          |
| ( Nam Tư cũ) · Montenegro | Vườn quốc gia Durmitor                                                                           | Thiên nhiên | 100                          |
| Na Uy                     | Thị trấn mỏ Røros và phạm vi của nó                                                              | Văn hóa     | 55                           |
| Pakistan                  | Phế tích khảo cổ học tại Moenjodaro (F)                                                          | Văn hóa     | 138                          |
| Pakistan                  | Phế tích Phật giáo Takht-i-Bahi và thành phố lân cận Sahr-i-Bahlol                               | Văn hóa     | 140                          |
| Pakistan                  | Taxila                                                                                           | Văn hóa     | 139                          |
| Panama                    | Các Pháo đài bên bờ Caribê của Panama: Portobelo–San Lorenzo (F)                                 | Văn hóa     | 135                          |
| Ba Lan                    | Trung tâm lịch sử Warszawa                                                                       | Văn hóa     | 30                           |
| Syria                     | Thành phố cổ Bosra                                                                               | Văn hóa     | 22                           |
| Syria                     | Di tích Palmyra                                                                                  | Văn hóa     | 23                           |
| Tunisia                   | Vườn quốc gia Ichkeul                                                                            | Thiên nhiên | 8                            |
| Hoa Kỳ                    | Vườn quốc gia và bang Redwood                                                                    | Thiên nhiên | 134                          |

## 1979 (kỳ họp 3)
45 di sản (34 văn hóa, 8 thiên nhiên, 3 hỗn hợp)
Tại:  Ai Cập
| Quốc gia                         | Di sản                                                                                         | Thể loại    | Số liệu tham khảo của UNESCO |
| -------------------------------- | ---------------------------------------------------------------------------------------------- | ----------- | ---------------------------- |
| ( Liên Xô cũ) · Belarus · Ba Lan | Rừng Białowieża (F)                                                                            | Thiên nhiên | 33                           |
| Bulgaria                         | Nhà thờ Boyana (F)                                                                             | Văn hóa     | 42                           |
| Bulgaria                         | Kỵ sĩ Madara                                                                                   | Văn hóa     | 43                           |
| Bulgaria                         | Các nhà thờ đục trong đá tại Ivanovo                                                           | Văn hóa     | 45                           |
| Bulgaria                         | Lăng mộ người Thrace ở Kazanlak                                                                | Văn hóa     | 44                           |
| Canada                           | Công viên Khủng long tỉnh Alberta                                                              | Thiên nhiên | 71                           |
| Canada · Hoa Kỳ                  | Các Khu bảo tồn và Vườn quốc gia: Kluane, Wrangell-St. Elias, Vịnh Glacier, Tatshenshini-Alsek | Thiên nhiên | 72                           |
| ( Nam Tư cũ) · Croatia           | Tổ hợp lịch sử Split với Cung điện Diocletian                                                  | Văn hóa     | 97                           |
| ( Nam Tư cũ) · Croatia           | Thành phố cổ Dubrovnik (F)                                                                     | Văn hóa     | 95                           |
| ( Nam Tư cũ) · Croatia           | Vườn quốc gia hồ Plitvice                                                                      | Thiên nhiên | 98                           |
| DRC                              | Vườn quốc gia Virunga (F)                                                                      | Thiên nhiên | 63                           |
| Ai Cập                           | Abu Mena                                                                                       | Văn hóa     | 90                           |
| Ai Cập                           | Thebes cổ với Necropolis của nó(F)                                                             | Văn hóa     | 87                           |
| Ai Cập                           | Cairo lịch sử                                                                                  | Văn hóa     | 89                           |
| Ai Cập                           | Memphis và Necropolis của nó – Quần thể kim tự tháp từ Giza tới Dahshur                        | Văn hóa     | 86                           |
| Ai Cập                           | Di tích Nubia từ Abu Simbel tới Philae                                                         | Văn hóa     | 88                           |
| Ethiopia                         | Fasil Ghebbi, Vùng Gondar                                                                      | Văn hóa     | 19                           |
| Pháp                             | Nhà thờ chính tòa Đức Bà Chartres                                                              | Văn hóa     | 81                           |
| Pháp                             | Mont-Saint-Michel và vịnh biển của nó                                                          | Văn hóa     | 80                           |
| Pháp                             | Cung điện và Công viên Versailles (F)                                                          | Văn hóa     | 83                           |
| Pháp                             | Các địa điểm và các hang động thời tiền sử Thung lũng Vézère                                   | Văn hóa     | 85                           |
| Pháp                             | Vézelay, Đồi và Nhà thờ                                                                        | Văn hóa     | 84                           |
| Ghana                            | Pháo đài và lâu đài, Volta, Greater Accra, miền Trung và miền Tây (F)                          | Văn hóa     | 34                           |
| Guatemala                        | Vườn quốc gia Tikal (F)                                                                        | Hỗn hợp     | 64                           |
| Guatemala                        | Antigua Guatemala                                                                              | Văn hóa     | 65                           |
| Iran                             | Meidan Eimam, Isfahan                                                                          | Văn hóa     | 115                          |
| Iran                             | Persepolis                                                                                     | Văn hóa     | 114                          |
| Iran                             | Chogha Zanbil (F)                                                                              | Văn hóa     | 113                          |
| Ý                                | Các hình khắc trên đá ở Valcamonica (F)                                                        | Văn hóa     | 94                           |
| ( Nam Tư cũ) · Macedonia         | Tự nhiên và di sản văn hóa vùng Ohrid (F)                                                      | Hỗn hợp     | 99                           |
| ( Nam Tư cũ) · Montenegro        | Tự nhiên và Văn hóa lịch sử của Vùng Kotor (F)                                                 | Văn hóa     | 125                          |
| Nepal                            | Thung lũng Kathmandu (F)                                                                       | Văn hóa     | 121                          |
| Nepal                            | Vườn quốc gia Sagarmatha                                                                       | Thiên nhiên | 120                          |
| Na Uy                            | Bryggen                                                                                        | Văn hóa     | 59                           |
| Na Uy                            | Nhà thờ bằng ván gỗ ở Urnes (F)                                                                | Văn hóa     | 58                           |
| Ba Lan                           | Trại tập trung Auschwitz của Đức Quốc xã và trại hành quyết (1940–1945)                        | Văn hóa     | 31                           |
| ( Nam Tư cũ) · Serbia            | Stari Ras và Sopoćani (F)                                                                      | Văn hóa     | 96                           |
| Syria                            | Thành phố cổ Damascus (F)                                                                      | Văn hóa     | 20                           |
| Tanzania                         | Khu bảo tồn Ngorongoro (F)                                                                     | Hỗn hợp     | 39                           |
| Tunisia                          | Nhà hát El Djem                                                                                | Văn hóa     | 38                           |
| Tunisia                          | Địa điểm khảo cổ Carthage                                                                      | Văn hóa     | 37                           |
| Tunisia                          | Medina của Tunis (F)                                                                           | Văn hóa     | 36                           |
| Hoa Kỳ                           | Vườn quốc gia Everglades                                                                       | Thiên nhiên | 76                           |
| Hoa Kỳ                           | Vườn quốc gia Grand Canyon                                                                     | Thiên nhiên | 75                           |
| Hoa Kỳ                           | Independence Hall                                                                              | Văn hóa     | 78                           |

## 1978 (kỳ họp 2)
12 di sản (8 văn hóa, 4 thiên nhiên)
Tại:  Hoa Kỳ
| Quốc gia | Di sản                                           | Thể loại    | Số liệu tham khảo của UNESCO |
| -------- | ------------------------------------------------ | ----------- | ---------------------------- |
| Canada   | Địa điểm Lịch sử Quốc gia L'Anse aux Meadows (F) | Văn hóa     | 4                            |
| Canada   | Khu bảo tồn vườn quốc gia Nahanni                | Thiên nhiên | 24                           |
| Ecuador  | Thành phố Quito                                  | Văn hóa     | 2                            |
| Ecuador  | Quần đảo Galápagos (F)                           | Thiên nhiên | 1                            |
| Ethiopia | Vườn quốc gia Semien (F)                         | Thiên nhiên | 9                            |
| Ethiopia | Nhà thờ tạc đá ở Lalibela                        | Văn hóa     | 18                           |
| Đức      | Nhà thờ chính tòa Aachen (F)                     | Văn hóa     | 3                            |
| Ba Lan   | Trung tâm lịch sử Kraków (F)                     | Văn hóa     | 29                           |
| Ba Lan   | Mỏ muối Hoàng gia Wieliczka và Bochnia           | Văn hóa     | 32                           |
| Senegal  | Đảo Gorée (F)                                    | Văn hóa     | 26                           |
| Hoa Kỳ   | Vườn quốc gia Mesa Verde                         | Văn hóa     | 27                           |
| Hoa Kỳ   | Vườn quốc gia Yellowstone (F)                    | Thiên nhiên | 28                           |